# Vierdaagse van Duinkerke 2014
De 60e editie van de Vierdaagse van Duinkerke vindt in 2014 plaats van 7 tot en met 11 mei. De start en finish zijn in Duinkerke. De ronde maakt deel uit van de UCI Europe Tour 2014 in de UCI-wedstrijdcategorie 2.HC. In 2013 won de Fransman Arnaud Démare. Ook dit jaar won Démare het eindklassement.

## Deelnemende ploegen
| WorldTour        | ProContinentaal              | Continentaal            |
| ---------------- | ---------------------------- | ----------------------- |
| AG2R La Mondiale | Bretagne-Séché Environnement | BigMat-Auber 93         |
| Europcar         | Cofidis                      | La Pomme Marseille      |
| FDJ.fr           | IAM Cycling                  | Roubaix Lille Métropole |
| Giant-Shimano    | MTN-Qhubeka                  | Veranclassic-Doltcini   |
| Tinkoff-Saxo     | NetApp-Endura                | Wallonie-Bruxelles      |
|                  | Topsport Vlaanderen-Baloise  |                         |
|                  | Wanty-Groupe Gobert          |                         |

## Etappe-overzicht
| etappe | datum  | start             | finish           | type       | afstand  | winnaar          | klassementsleider |
| ------ | ------ | ----------------- | ---------------- | ---------- | -------- | ---------------- | ----------------- |
| 1e     | 7 mei  | Duinkerke         | Nieuw-Koudekerke | Vlakke rit | 162,9 km | Arnaud Démare    | Arnaud Démare     |
| 2e     | 8 mei  | Hazebroek         | Orchies          | Vlakke rit | 166,9 km | Arnaud Démare    | Arnaud Démare     |
| 3e     | 9 mei  | Fruges            | Calais           | Vlakke rit | 197,6 km | Sylvain Chavanel | Arnaud Démare     |
| 4e     | 10 mei | Ardres            | Licques          | Vlakke rit | 188,7 km | Thierry Hupond   | Arnaud Démare     |
| 5e     | 11 mei | Saint-Pol-sur-Mer | Duinkerke        | Vlakke rit | 177,1 km | Jimmy Engoulvent | Arnaud Démare     |

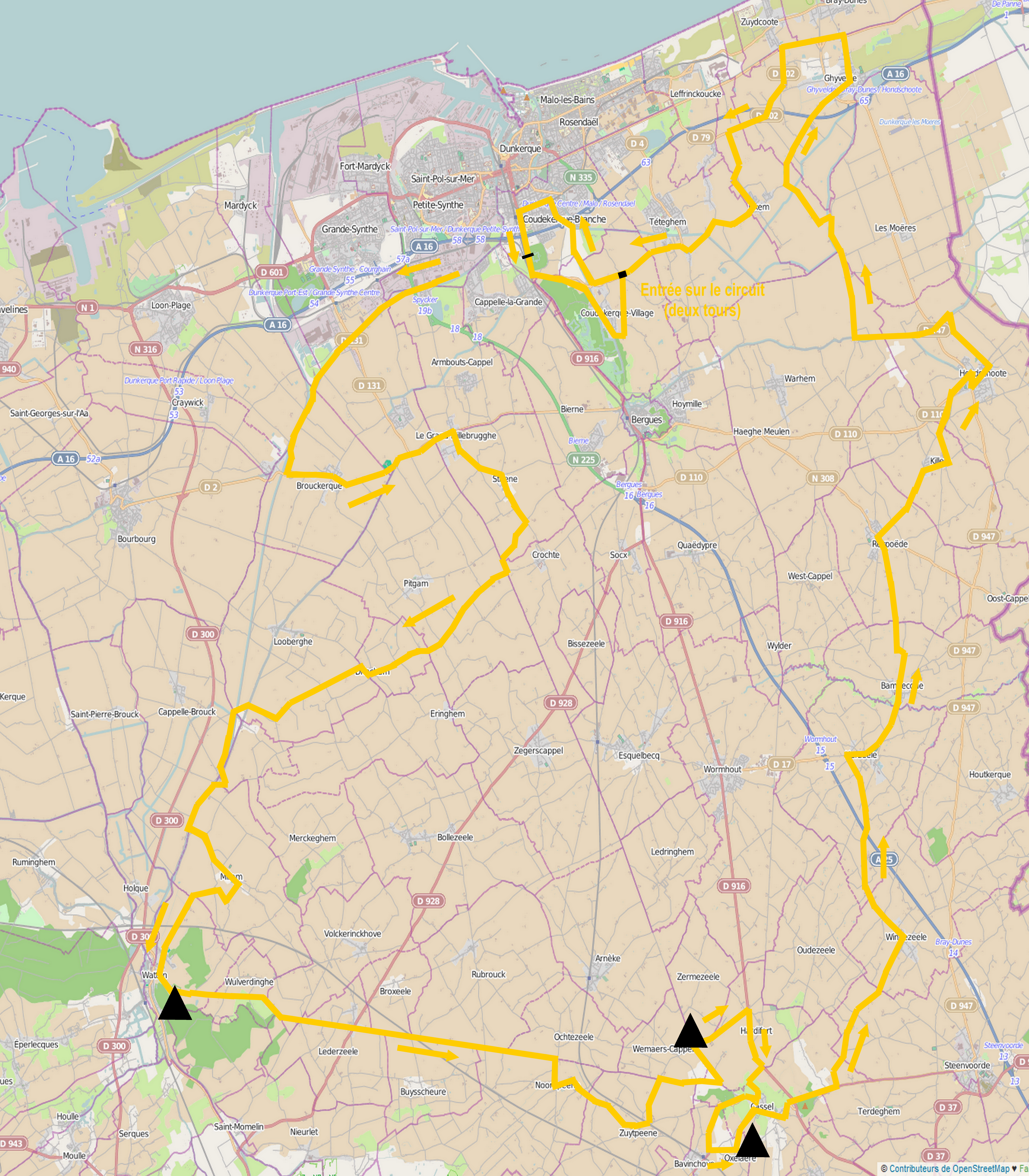
1e etappe.
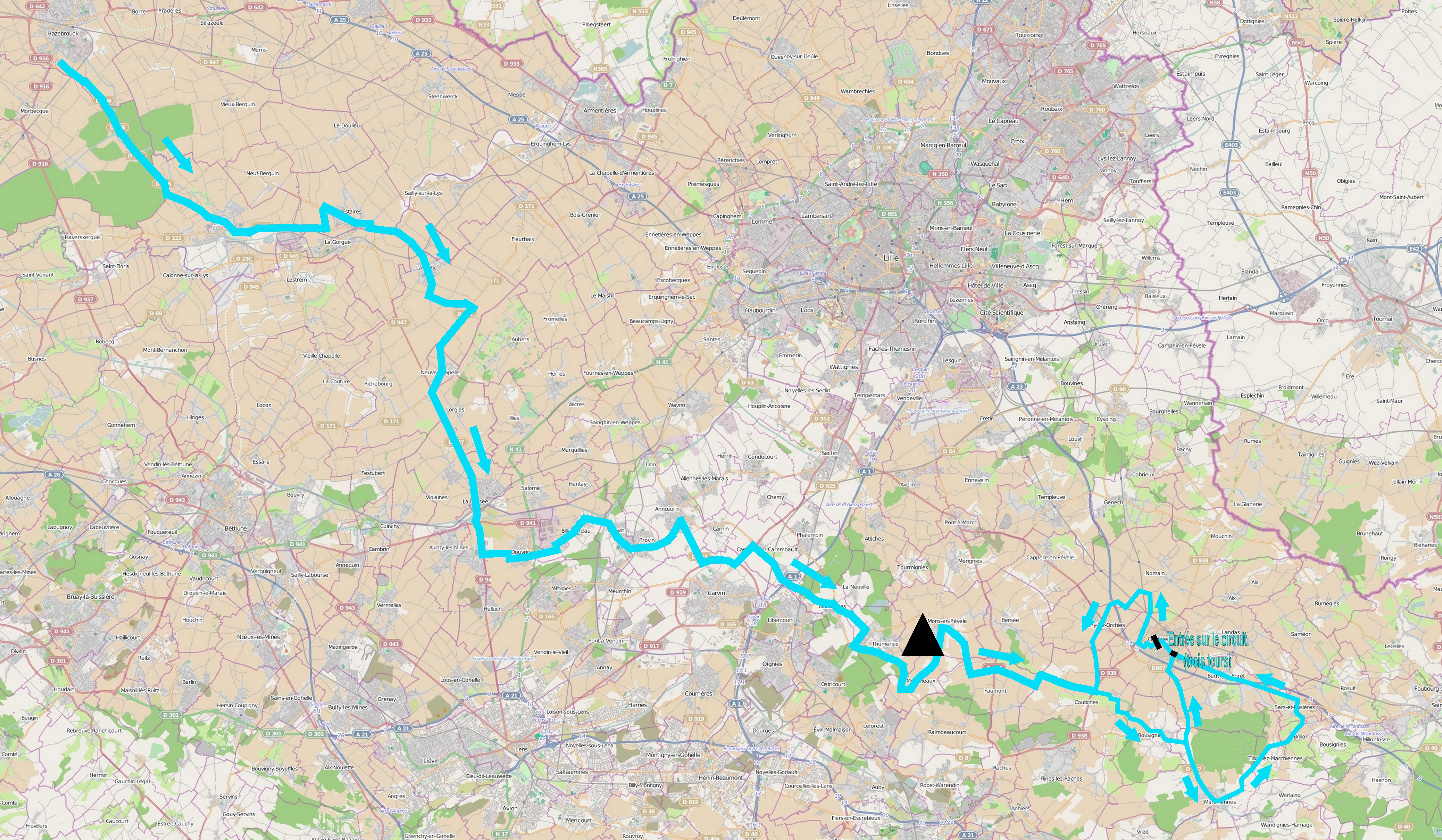
2e etappe.
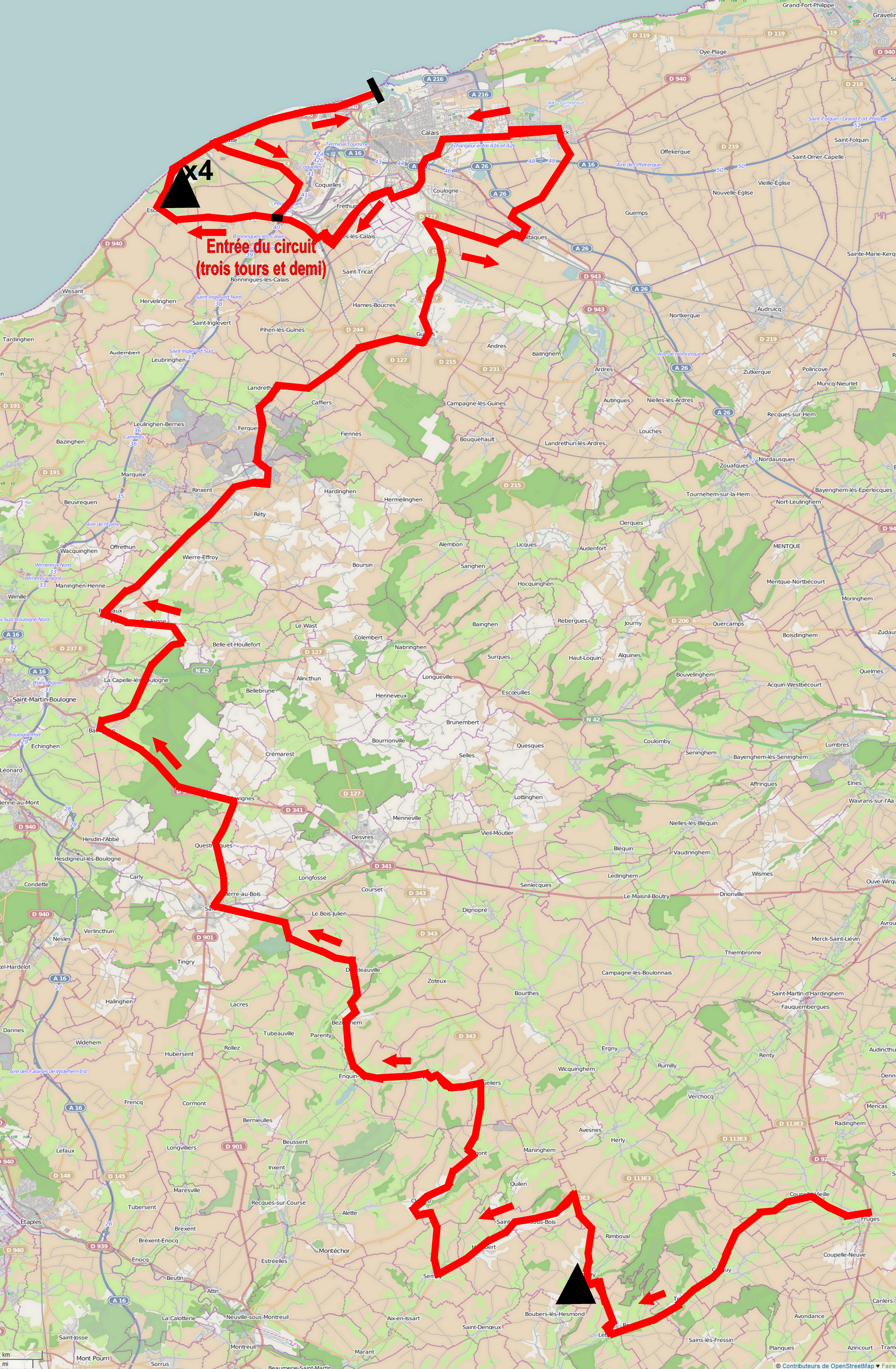
3e etappe.
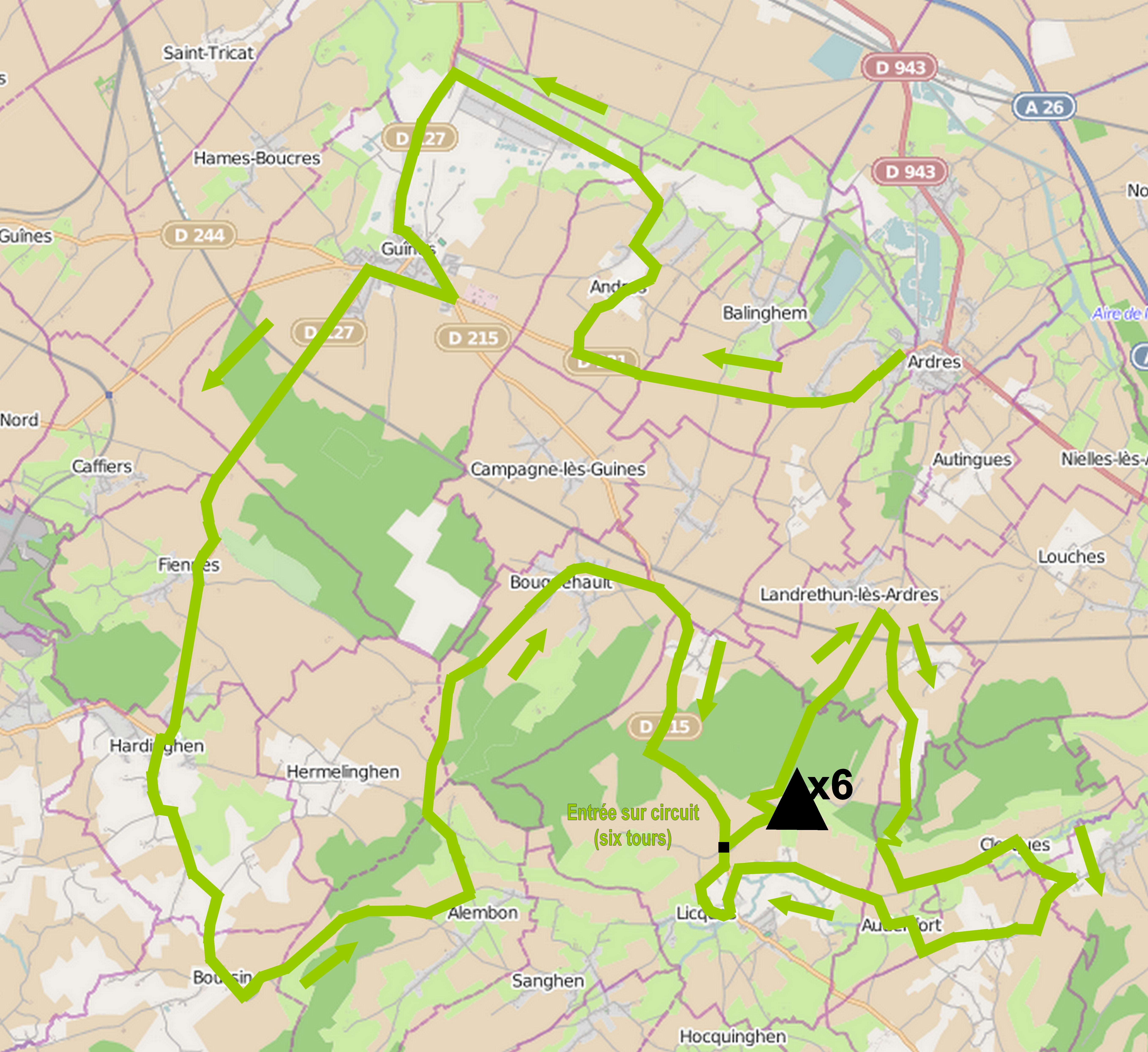
4e etappe.
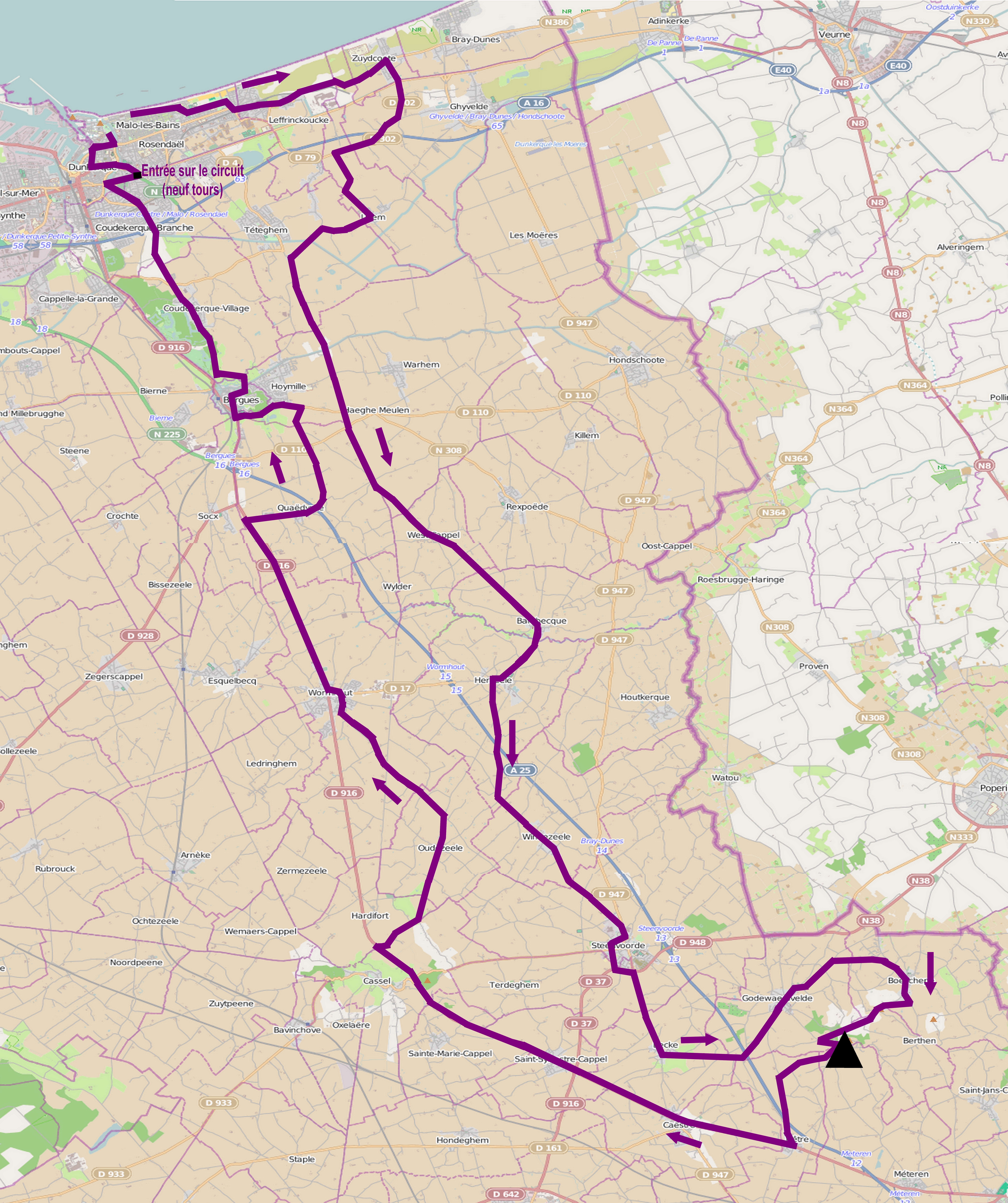
5e etappe.
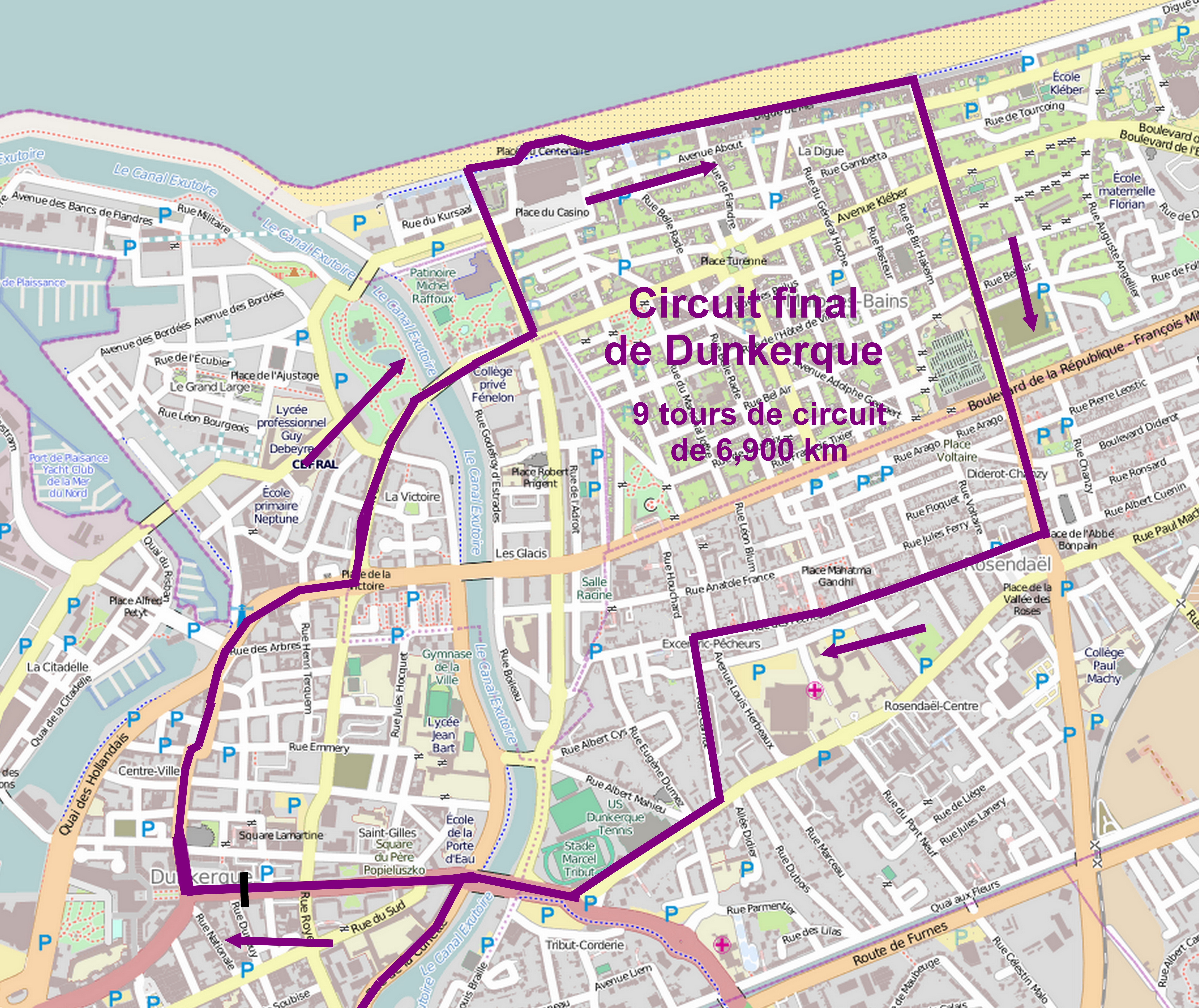
5e etappe.

## Etappe-uitslagen

### 1e etappe

#### Verloop
In de openingsfase van de etappe reed Nederlander Wouter Mol samen met Manuele Boaro en Jonas Rickaert in de aanval. Het drietal kreeg echter weinig ruimte, omdat er achter hen hard gekoerst werd. Het peloton was door waaiervorming in drie stukken gescheurd.
De eerste groep bestond uit ongeveer dertig renners. Deze waaier werd geleid door FDJ.fr. Ondertussen werd de kopgroep gegrepen. Later ontstond er weer een nieuwe vluchtgroep. Rickaert was hierin opnieuw aanwezig. Dit keer kreeg hij Florian Sénéchal met zich mee.
Op 20 kilometer van de meet was echter alles weer bijeen. De twee koplopers werden gegrepen, terwijl er in de achtergrond renners waren teruggekeerd. Vervolgens plaatste Dominic Klemme een aanval, maar ook hij werd snel gegrepen. Op zes kilometer van de meet probeerde zijn ploeggenoot Sylvain Chavanel weg te raken.
Adrien Petit sprong in het wiel van de Fransman. Samen reden ze een tijdje voor het peloton uit, maar met nog twee kilometer te gaan werden ze ingerekend. Een grote groep stevende vervolgens af op een massasprint. Giant-Shimano ging op kop de laatste kilometer in.
Ramon Sinkeldam werd perfect afgezet door zijn ploeggenoten. De Nederlander leek te gaan winnen, totdat Arnaud Démare plots voorbij zoefde. De Fransman moest van ver komen, maar was duidelijk sneller dan de concurrentie.

#### Uitslag

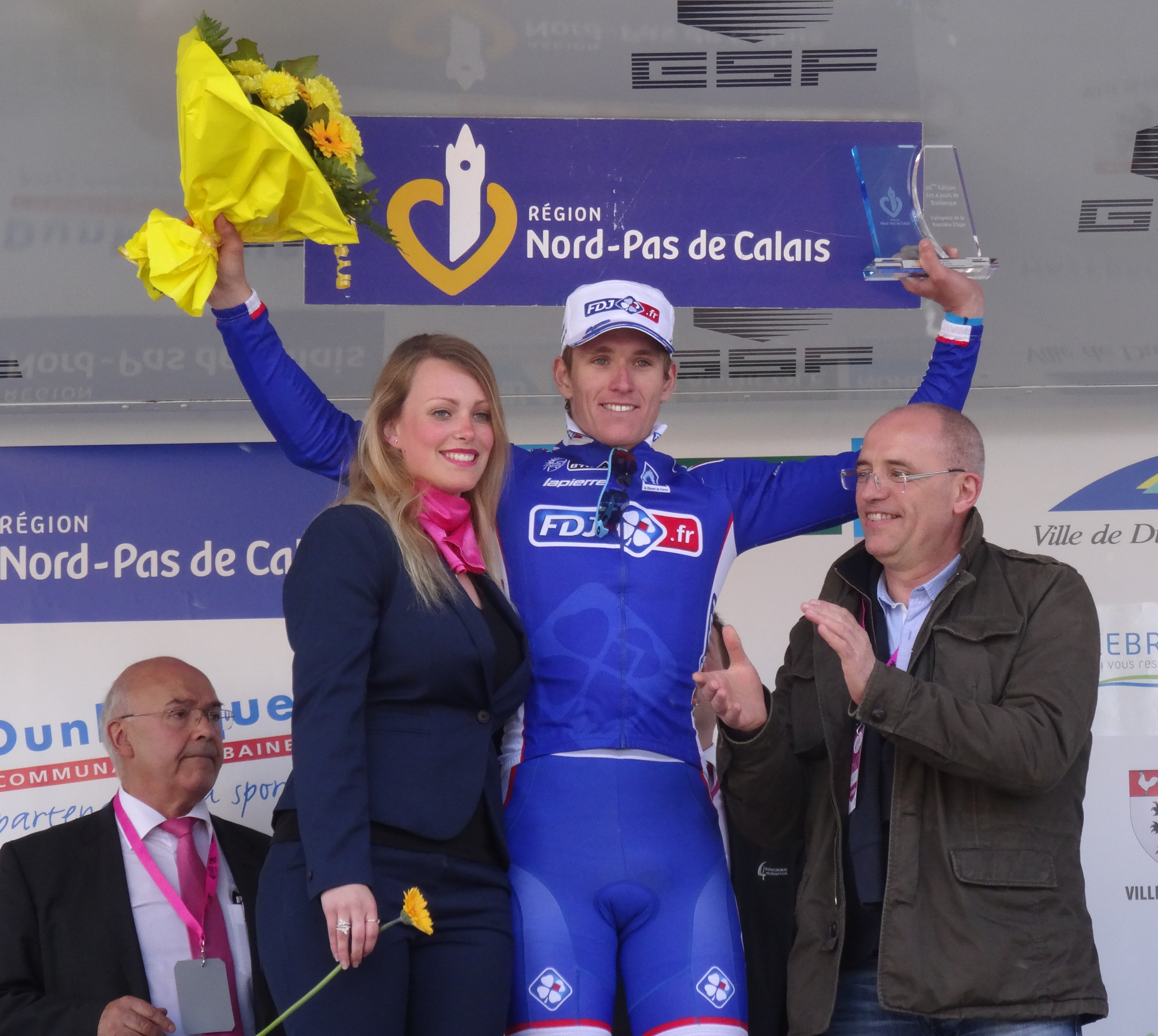
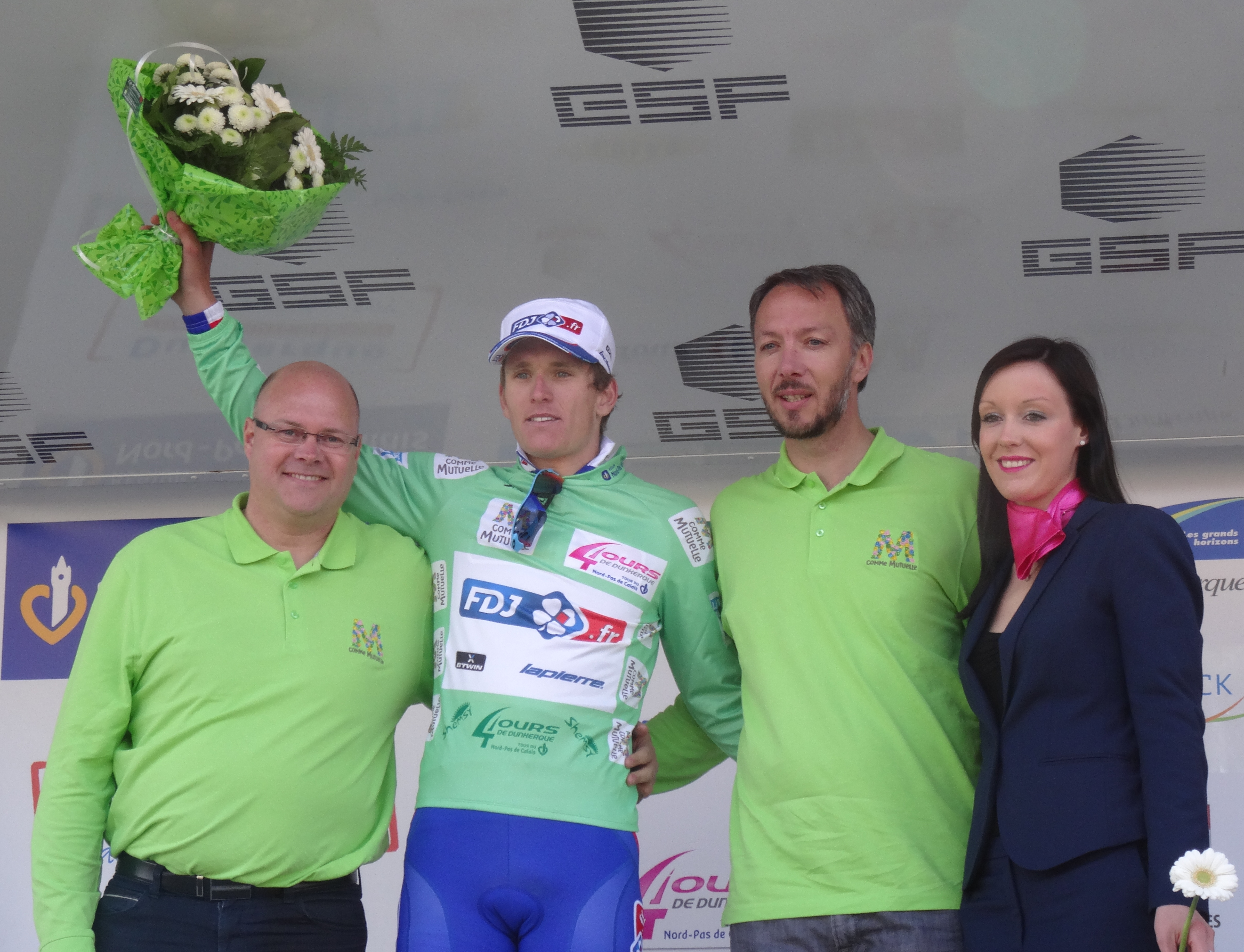
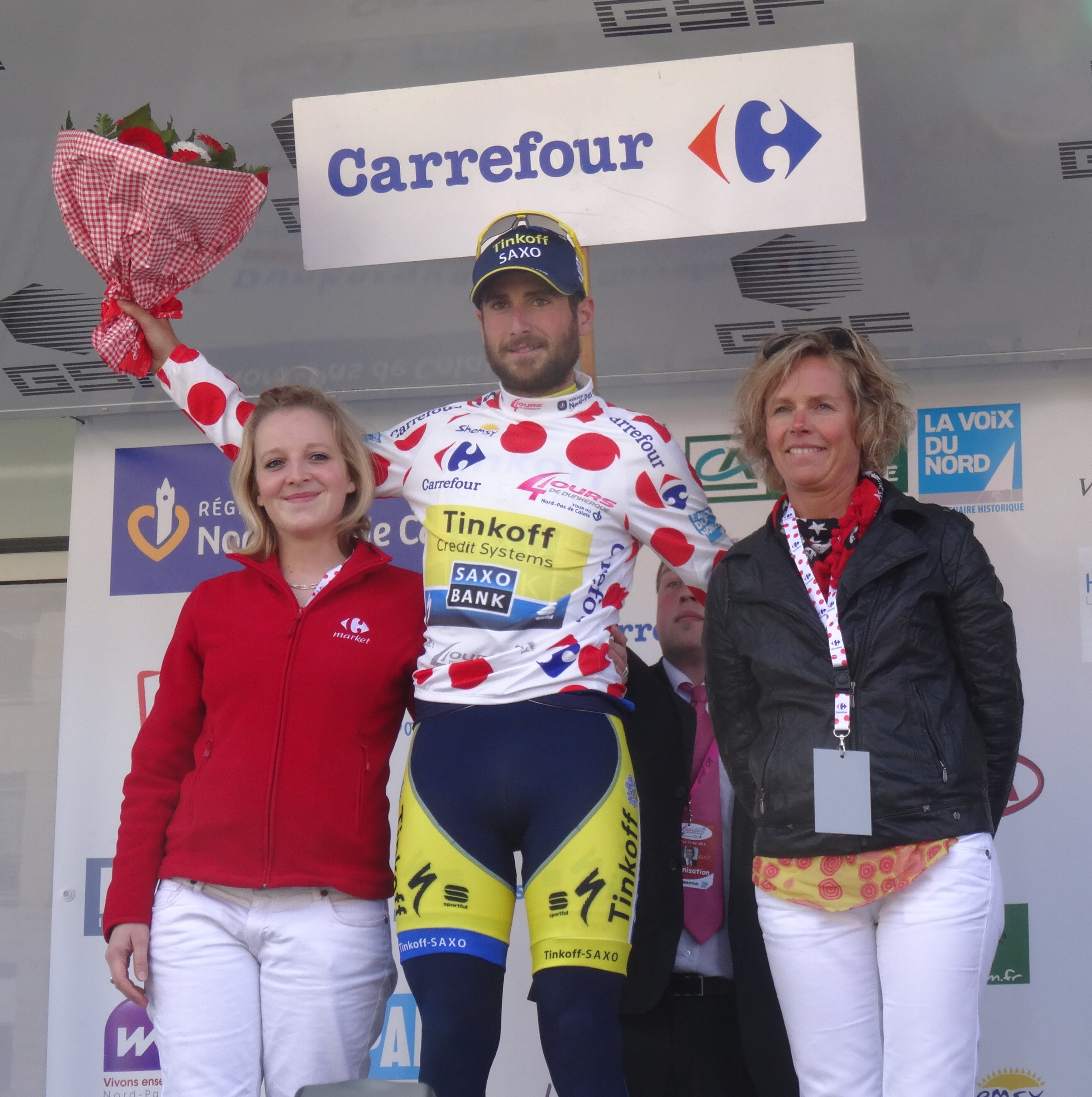
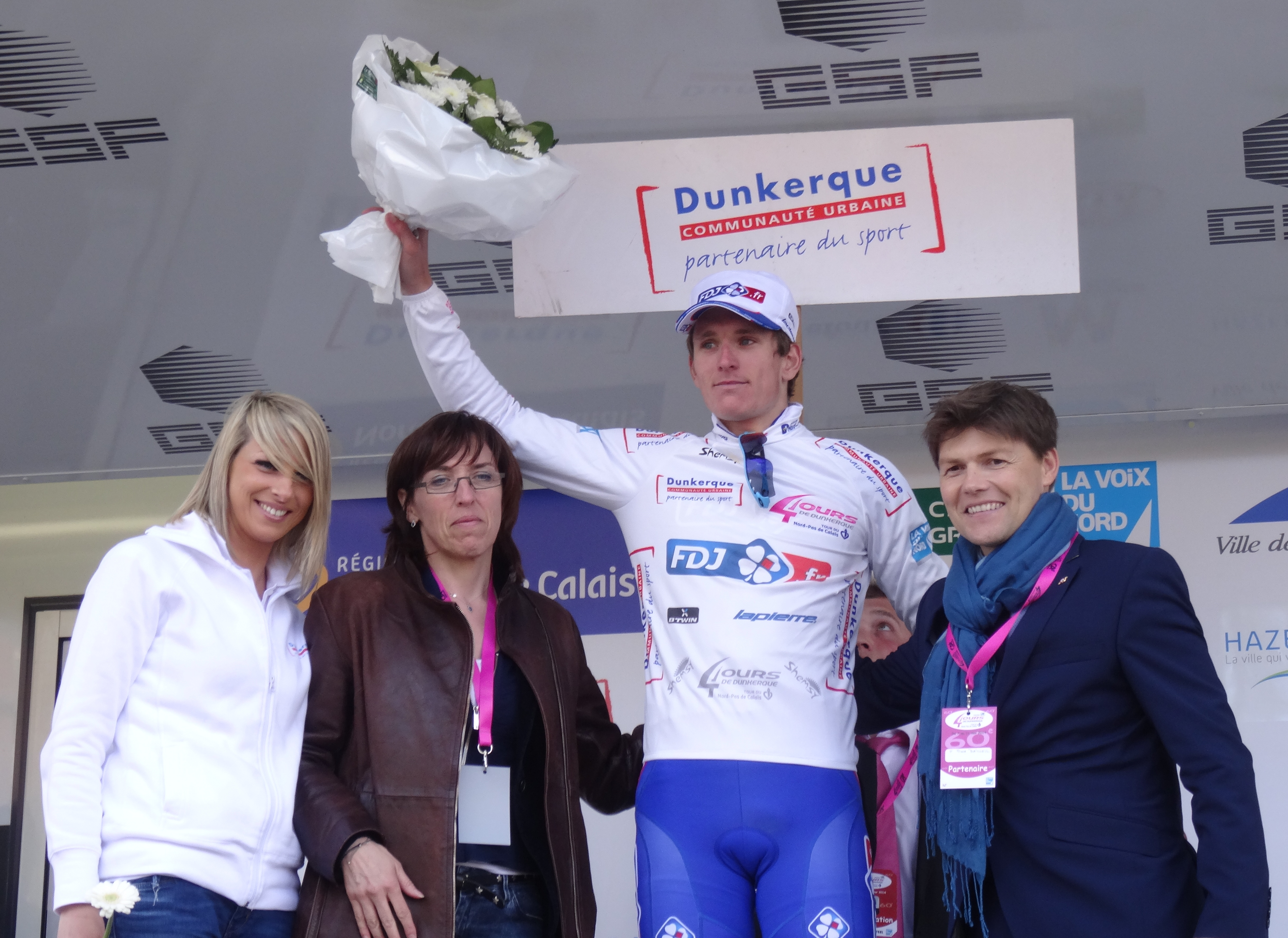
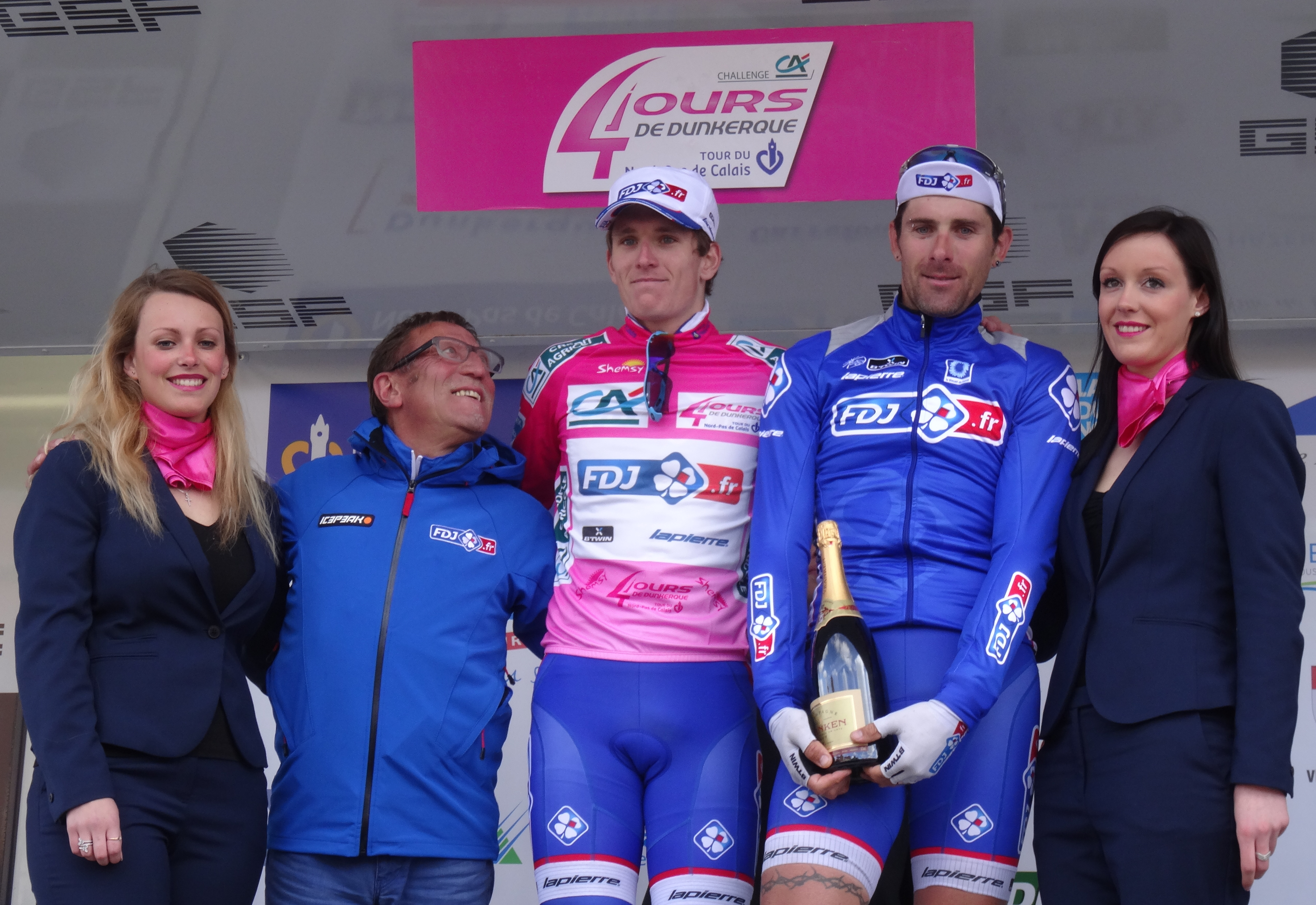
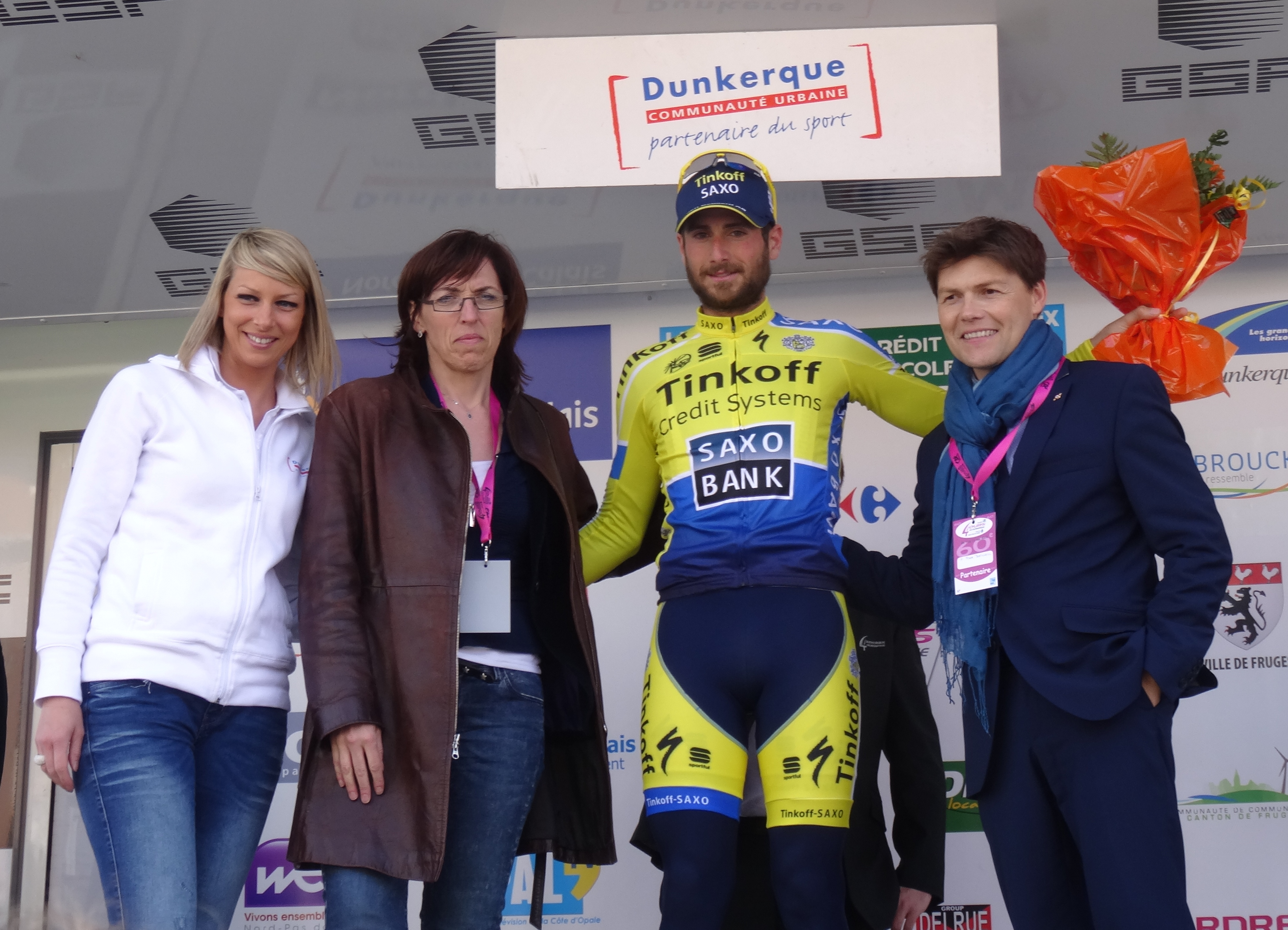
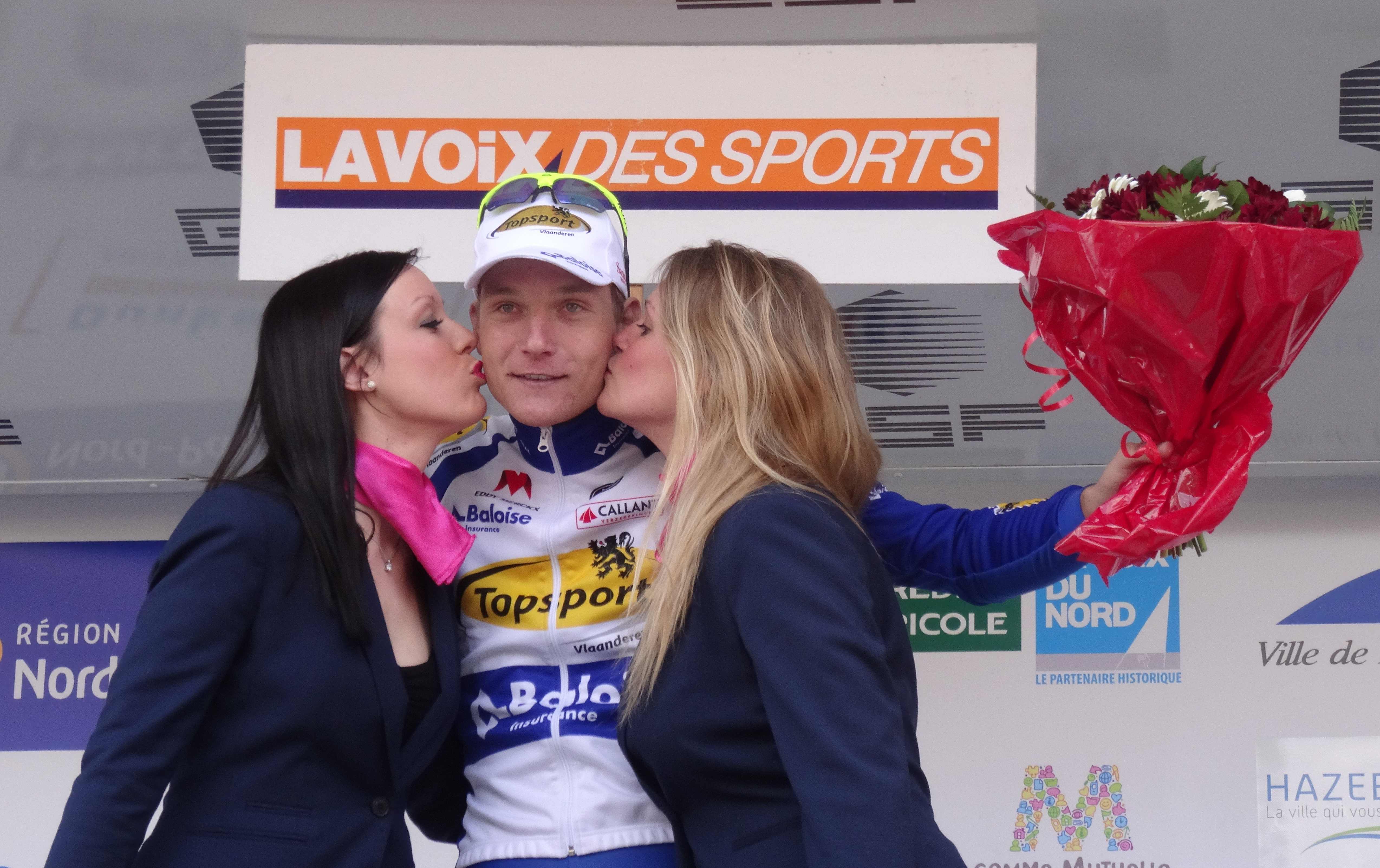

| Duinkerke - Nieuw-Koudekerke (162,9 km) |                   |                             |          |
| Plaats                                  | Naam              | Ploeg                       | Tijd     |
| Winnaar                                 | Arnaud Démare     | FDJ.fr                      | 3u49'32" |
| 2                                       | Ramon Sinkeldam   | Giant-Shimano               | z.t.     |
| 3                                       | Yannick Martinez  | Europcar                    | z.t.     |
| 4                                       | Kenneth Vanbilsen | Topsport Vlaanderen-Baloise | z.t.     |
| 5                                       | Sam Bennett       | NetApp-Endura               | z.t.     |
| 6                                       | Matteo Pelucchi   | IAM Cycling                 | z.t.     |
| 7                                       | Samuel Dumoulin   | AG2R La Mondiale            | z.t.     |
| 8                                       | Nikias Arndt      | Giant-Shimano               | z.t.     |
| 9                                       | Maxime Vantomme   | Roubaix Lille Métropole     | z.t.     |
| 10                                      | Roger Kluge       | IAM Cycling                 | z.t.     |

| Algemeen klassement |                    |                             |          |
| Plaats              | Naam               | Ploeg                       | Tijd     |
| Roze trui           | Arnaud Démare      | FDJ.fr                      | 3u49'22" |
| 2                   | Ramon Sinkeldam    | Giant-Shimano               | + 4"     |
| 3                   | Yannick Martinez   | Europcar                    | + 6"     |
| 4                   | Roger Kluge        | IAM Cycling                 | + 7"     |
| 5                   | Pieter Jacobs      | Topsport Vlaanderen-Baloise | z.t.     |
| 6                   | Tim Declercq       | Topsport Vlaanderen-Baloise | z.t.     |
| 7                   | Matthieu Ladagnous | FDJ.fr                      | z.t.     |
| 8                   | Sébastien Delfosse | Wallonie-Bruxelles          | + 8"     |
| 9                   | Adrien Petit       | Cofidis                     | z.t.     |
| 10                  | Sylvain Chavanel   | IAM Cycling                 | + 9"     |

### 2e etappe

#### Verloop
Op weg naar Orchies waren de weergoden de renners niet goed gezind. De wind en de regen zorgden voor een extra moeilijkheidsgraad over de smalle wegen van het Noord-Franse land, met waaiervorming tot gevolg. Diverse malen probeerde er een vluchtersgroep weg te geraken, maar het door FDJ.fr aangevoerde peloton hield de afstand beperkt.
De Belgen Jonas Rickaert en Edwig Cammaerts gingen als koplopers de slotfase in. In de finale ging de Fransman Sylvain Chavanel op een van de kasseistroken in de tegenaanval. Hij sloot aan bij de koplopers, maar in zijn kielzog volgden ook enkele andere renners.
In de slotfase kwamen er meer renners terug, waardoor een grote groep – ondanks een nieuwe poging van Cammaerts - de strijd om de dagzege zou gaan beslechten. In het zicht van de finish werd Cammaerts bijgehaald door Arnaud Démare, die met een indrukwekkende versnelling het peloton achter zich liet. Met enkele fietslengtes voorsprong kwam hij als eerste over de finish.

#### Uitslag
| Hazebroek - Orchies (166,9 km) |                          |                             |          |
| Plaats                         | Naam                     | Ploeg                       | Tijd     |
| Winnaar                        | Arnaud Démare            | FDJ.fr                      | 4u01'09" |
| 2                              | Jonas Ahlstrand          | Giant-Shimano               | z.t.     |
| 3                              | Tom Van Asbroeck         | Topsport Vlaanderen-Baloise | z.t.     |
| 4                              | Sascha Weber             | Veranclassic-Doltcini       | z.t.     |
| 5                              | Pieter Jacobs            | Topsport Vlaanderen-Baloise | z.t.     |
| 6                              | Jan Ghyselinck           | Wanty-Groupe Gobert         | + 3"     |
| 7                              | Alo Jakin                | BigMat-Auber 93             | z.t.     |
| 8                              | Sébastien Delfosse       | Wallonie-Bruxelles          | z.t.     |
| 9                              | Steven Tronet            | BigMat-Auber 93             | z.t.     |
| 10                             | Michael Valgren Andersen | Tinkoff-Saxo                | z.t.     |
|                                |                          |                             |          |
| 66                             | Wouter Mol               | Veranclassic-Doltcini       | + 5'26"  |

| Algemeen klassement |                          |                             |          |
| Plaats              | Naam                     | Ploeg                       | Tijd     |
| Roze trui           | Arnaud Démare            | FDJ.fr                      | 7u50'21" |
| 2                   | Tom Van Asbroeck         | Topsport Vlaanderen-Baloise | + 16"    |
| 3                   | Pieter Jacobs            | Topsport Vlaanderen-Baloise | + 17"    |
| 4                   | Yannick Martinez         | Europcar                    | + 21"    |
| 5                   | Sébastien Delfosse       | Wallonie-Bruxelles          | z.t.     |
| 6                   | Jan Ghyselinck           | Wanty-Groupe Gobert         | + 23"    |
| 7                   | Steven Tronet            | BigMat-Auber 93             | z.t.     |
| 8                   | Alo Jakin                | BigMat-Auber 93             | z.t.     |
| 9                   | Gerald Ciolek            | MTN-Qhubeka                 | z.t.     |
| 10                  | Michael Valgren Andersen | Tinkoff-Saxo                | z.t.     |
|                     |                          |                             |          |
| 43                  | Wouter Mol               | Veranclassic-Doltcini       | + 5'46"  |

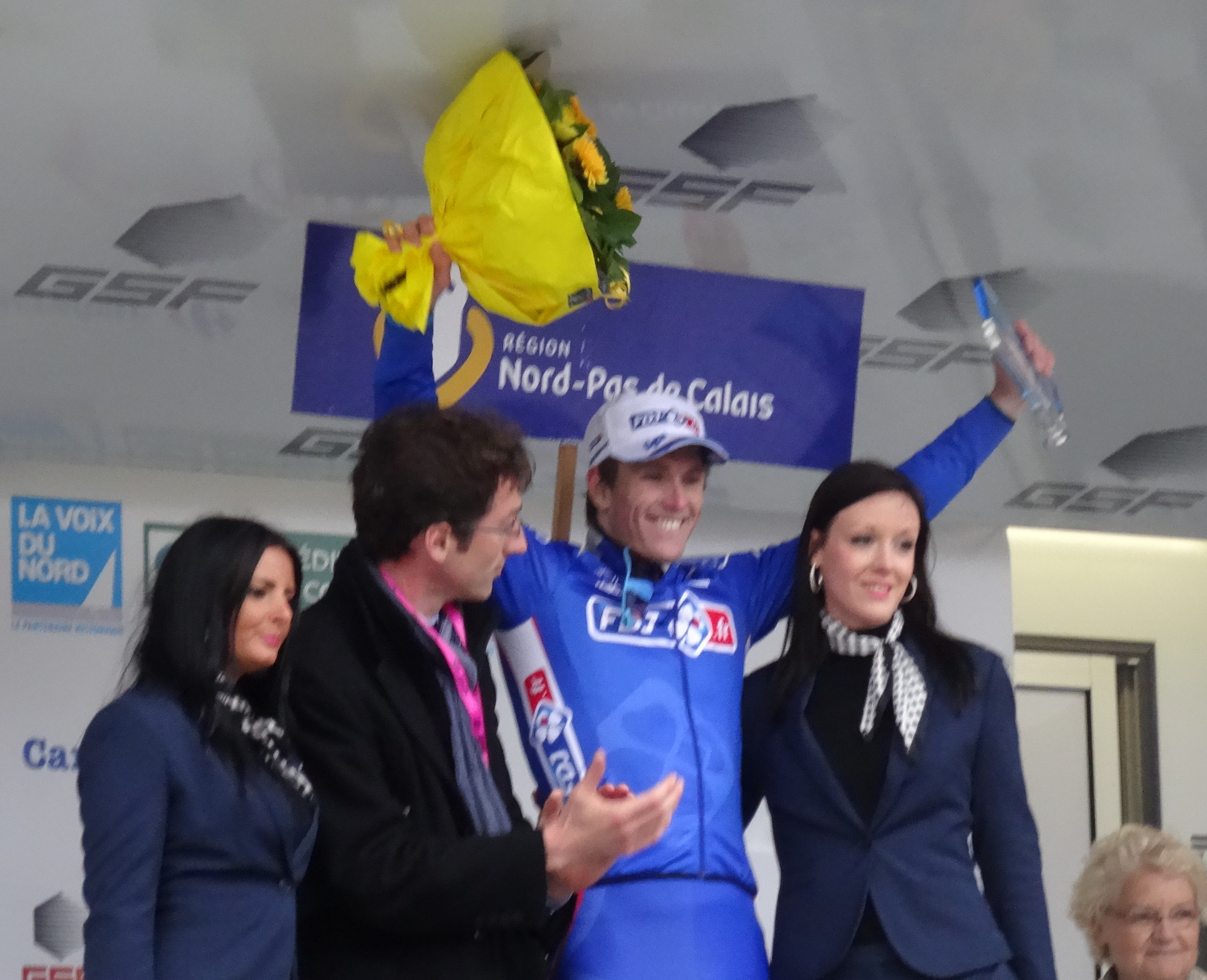
Arnaud Démare.
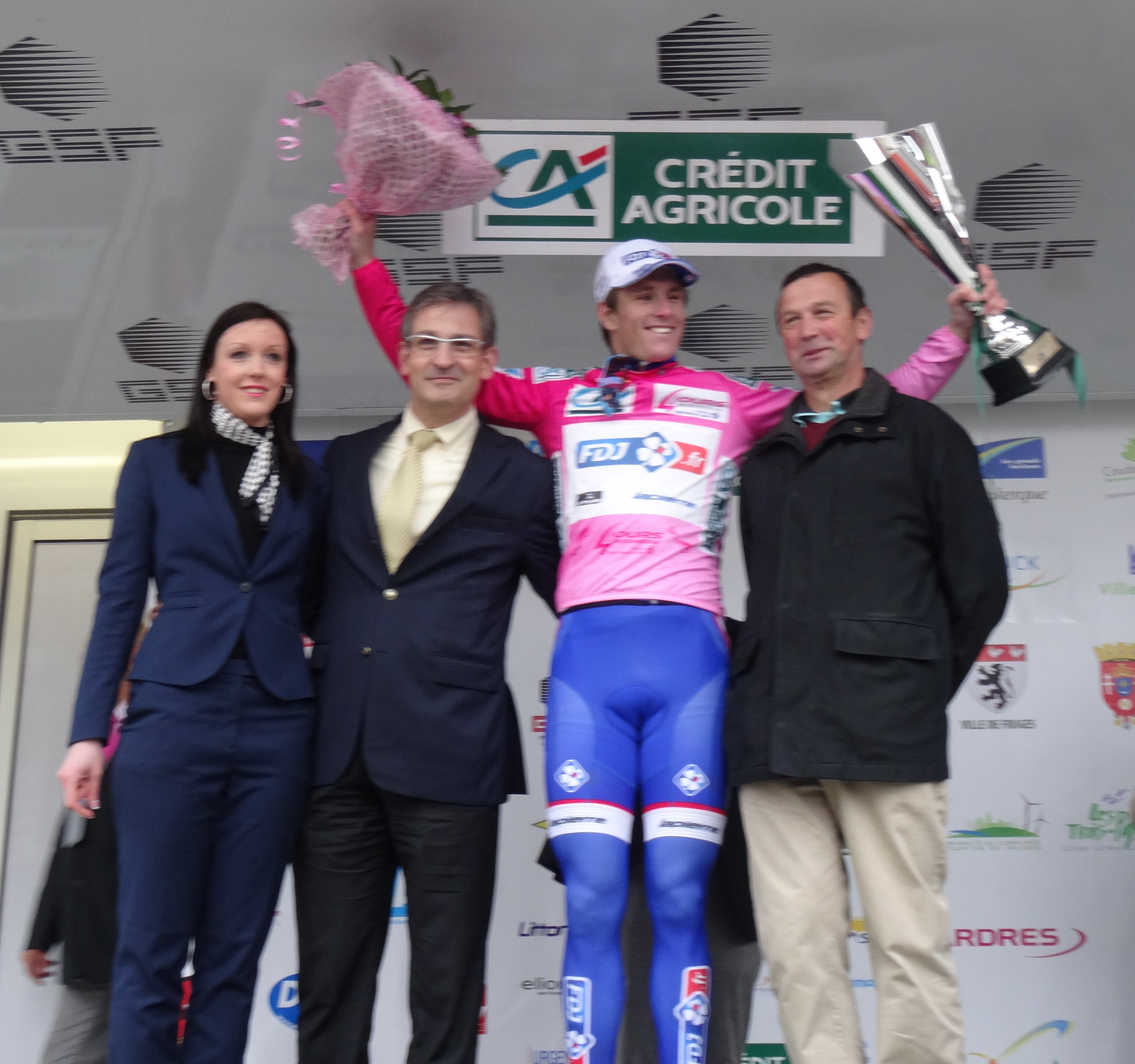
Arnaud Démare.
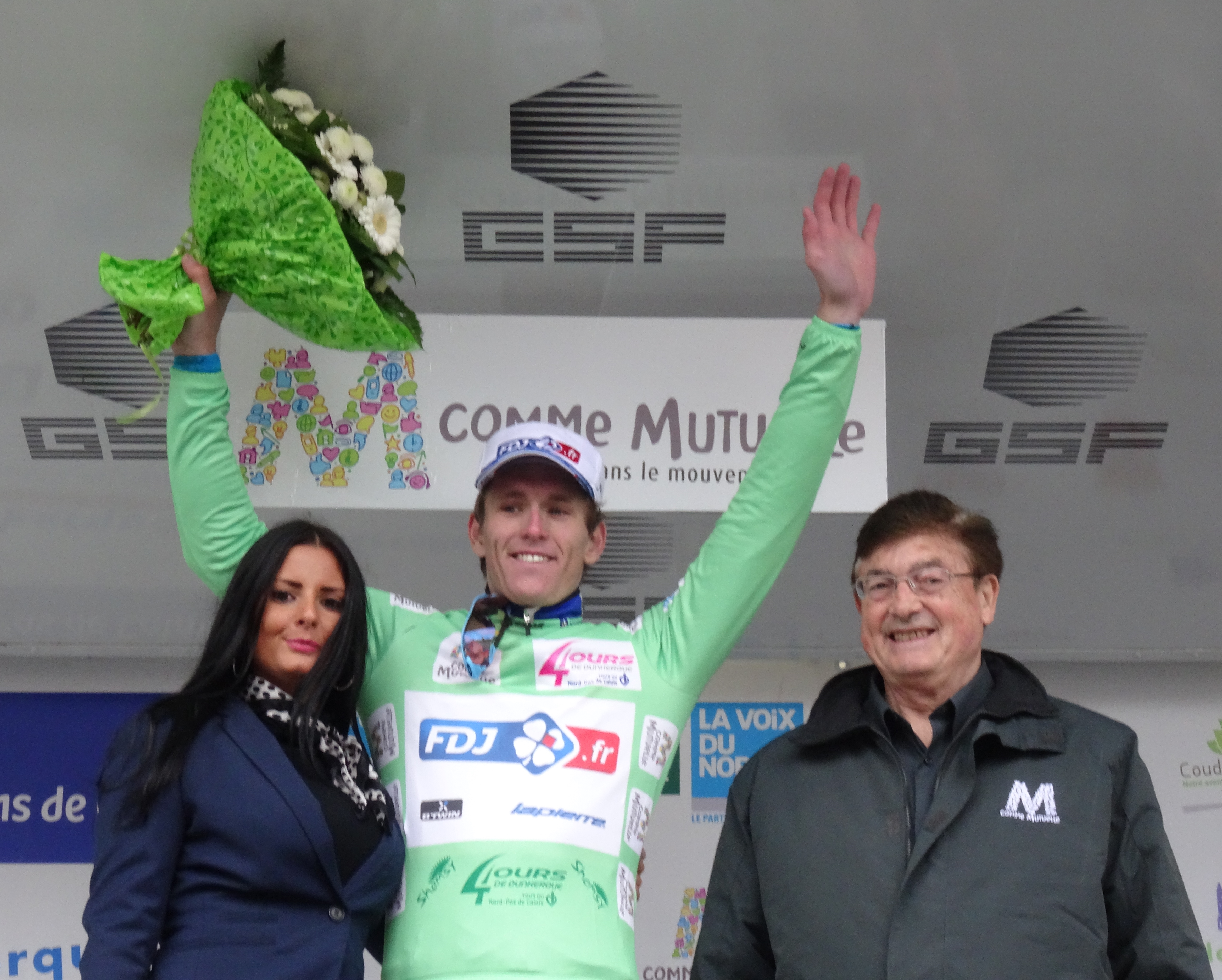
Arnaud Démare.
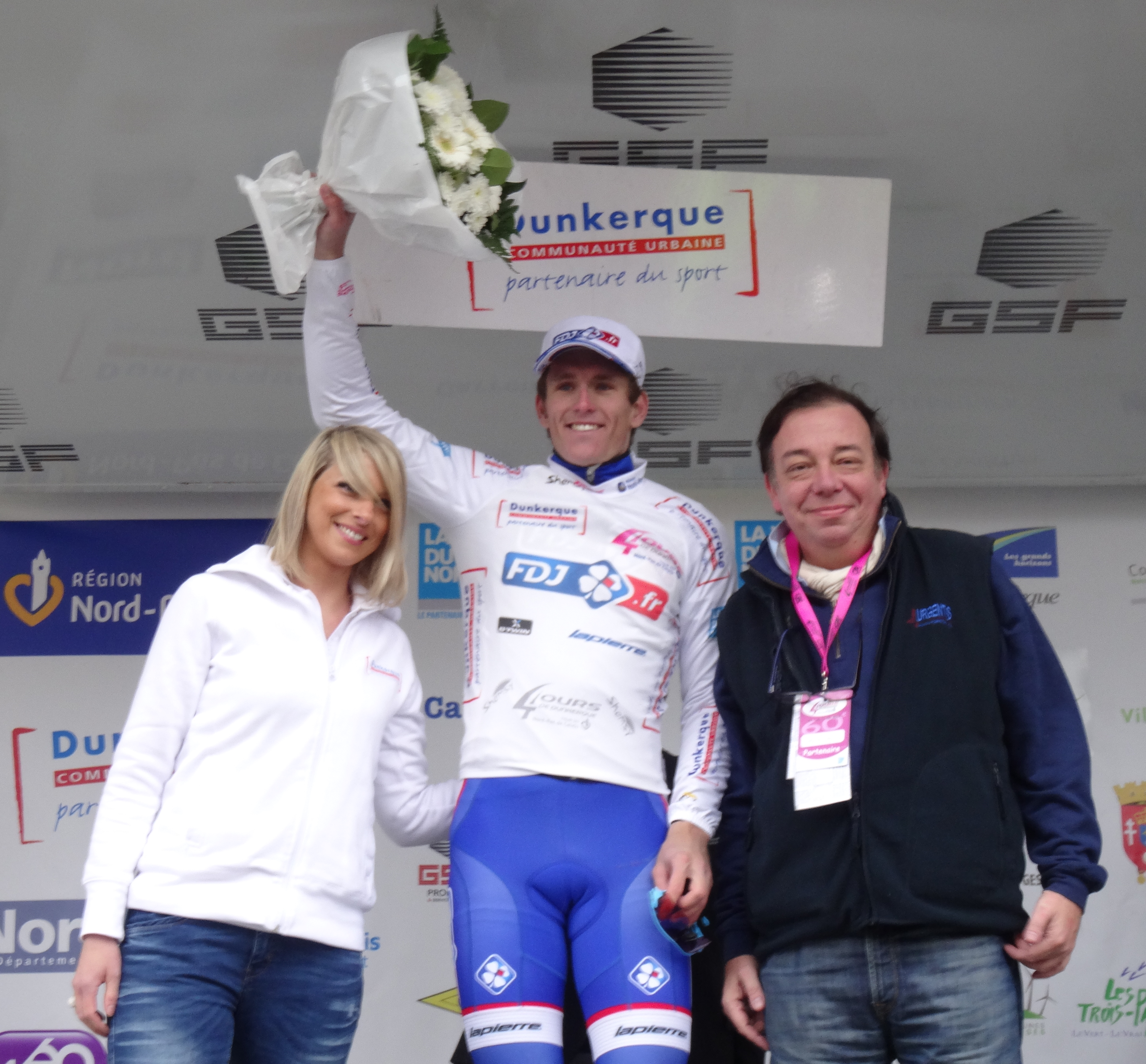
Arnaud Démare.
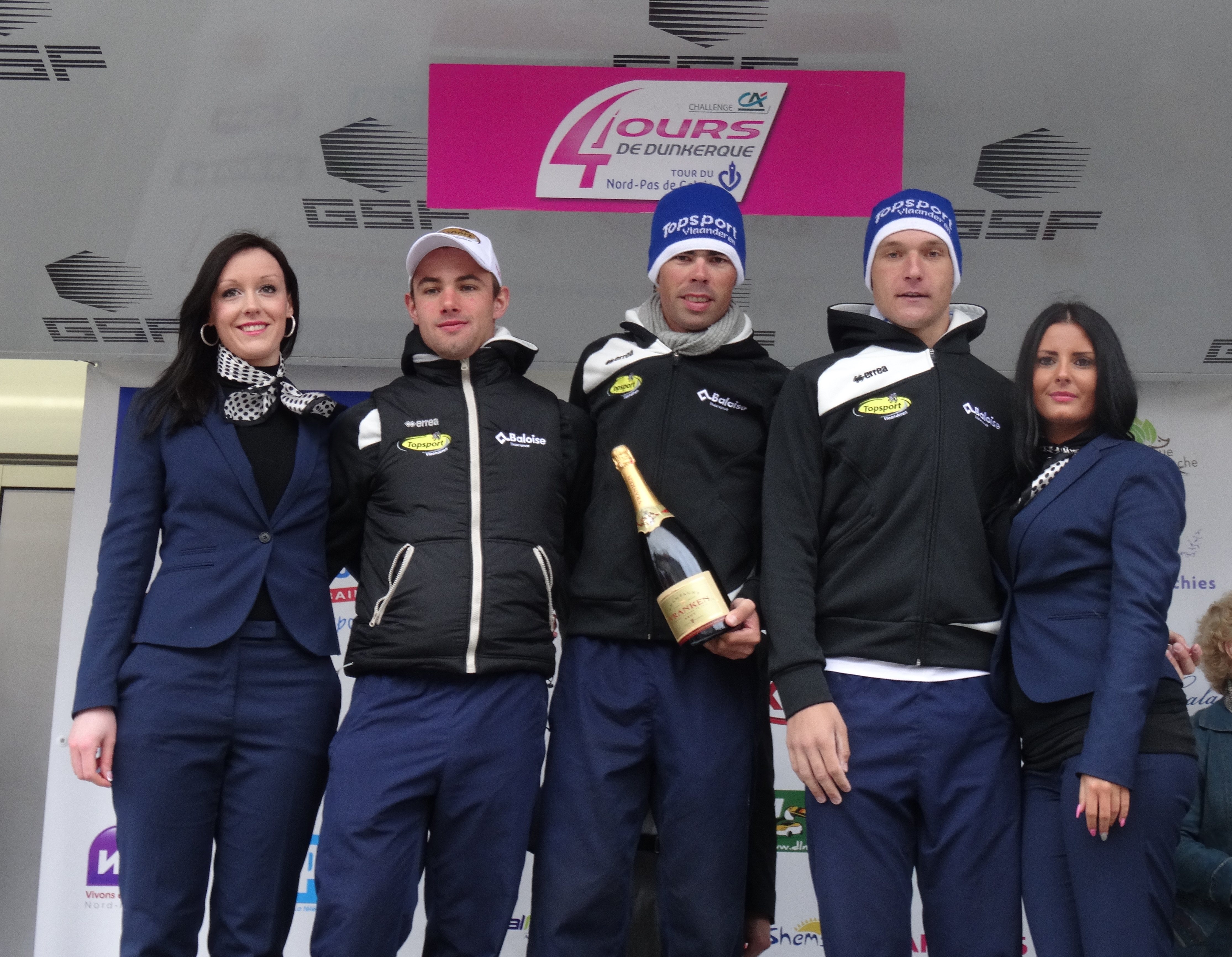
Topsport Vlaanderen-Baloise.
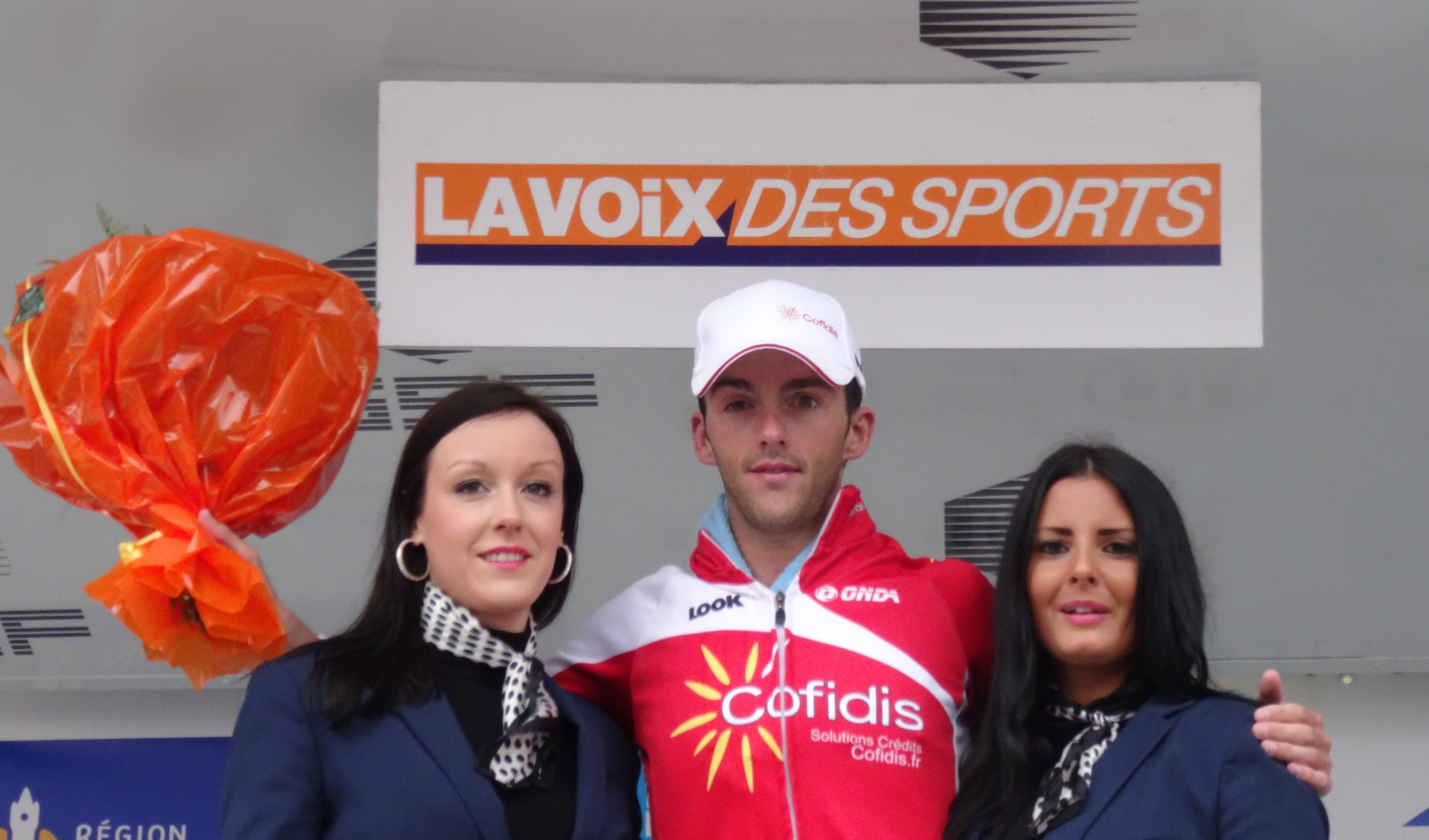
Julien Fouchard.
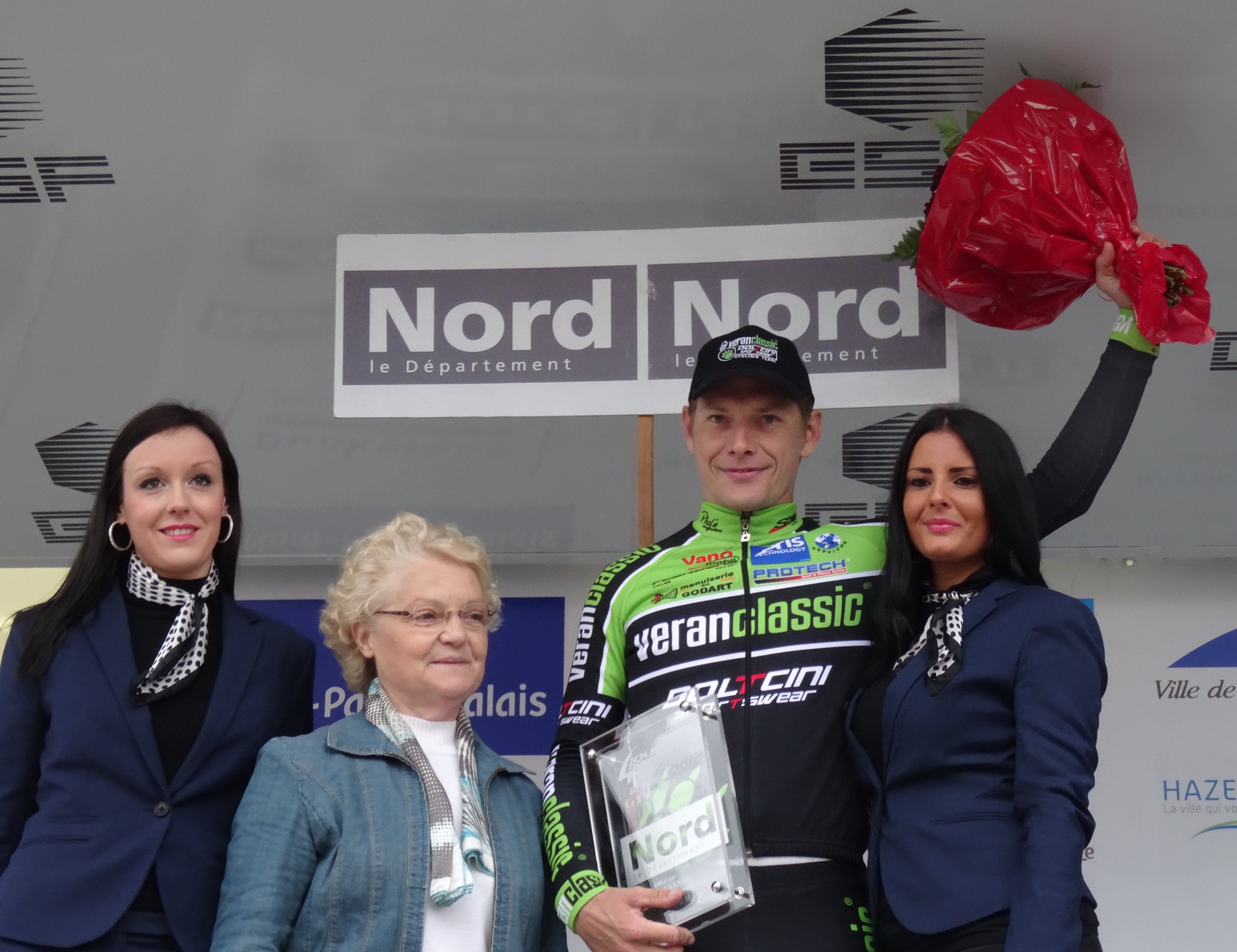
Gorik Gardeyn.
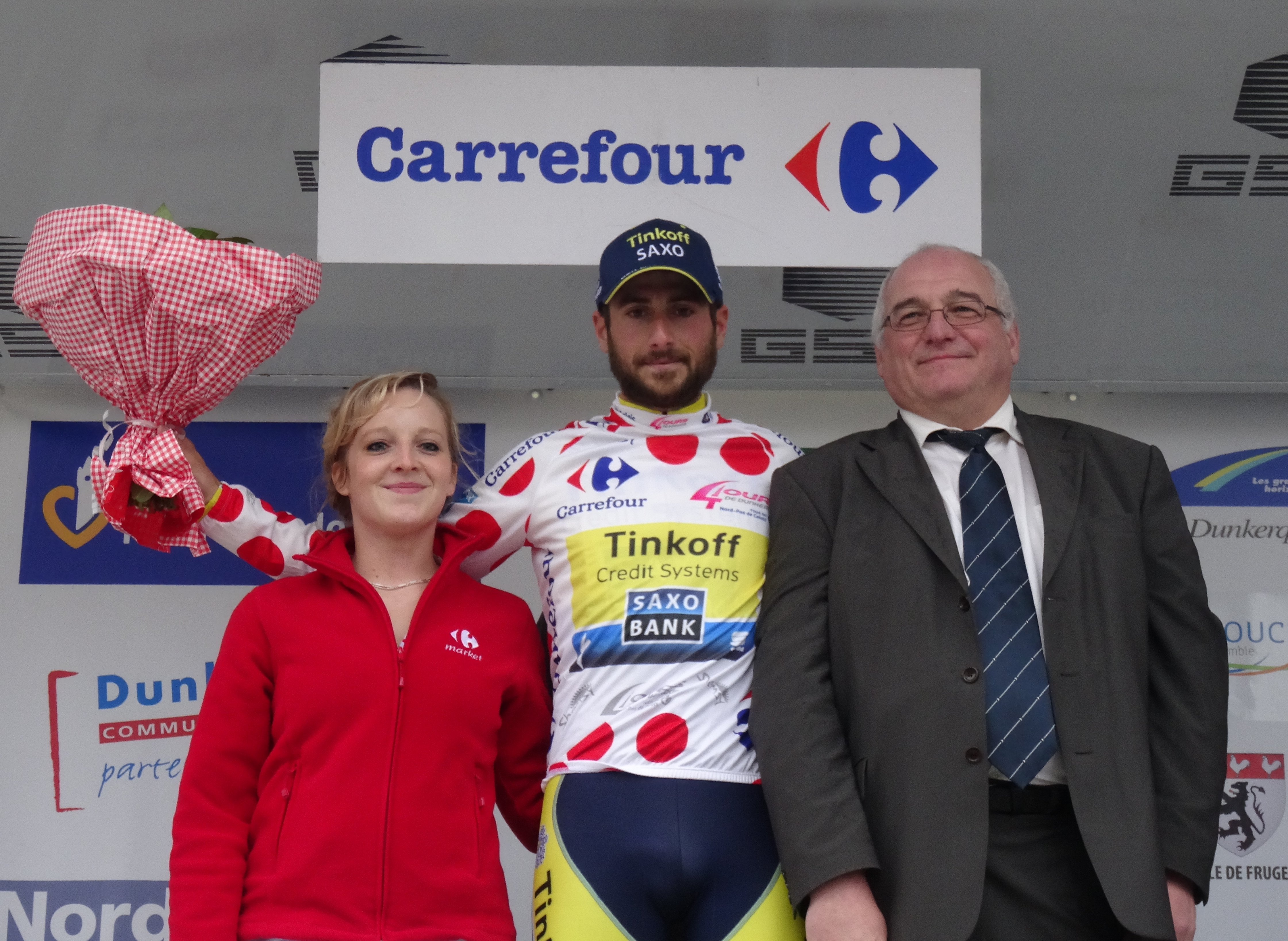
Manuele Boaro.

### 3e etappe
| Fruges - Calais (197,6 km) |                          |                              |          |
| Plaats                     | Naam                     | Ploeg                        | Tijd     |
| Winnaar                    | Sylvain Chavanel         | IAM Cycling                  | 4u58'18" |
| 2                          | Michael Valgren Andersen | Tinkoff-Saxo                 | z.t.     |
| 3                          | Samuel Dumoulin          | AG2R La Mondiale             | +12"     |
| 4                          | Florian Sénéchal         | Cofidis                      | z.t.     |
| 5                          | Sébastien Delfosse       | Wallonie-Bruxelles           | z.t.     |
| 6                          | Arnaud Gérard            | Bretagne-Séché Environnement | z.t.     |
| 7                          | Arnaud Démare            | FDJ.fr                       | z.t.     |
| 8                          | Pierrick Fédrigo         | FDJ.fr                       | +14"     |
| 9                          | Nikias Arndt             | Giant-Shimano                | +40"     |
| 10                         | Christophe Laporte       | Cofidis                      | z.t.     |
|                            |                          |                              |          |
| 43                         | Ramon Sinkeldam          | Giant-Shimano                | +1'43"   |

| Algemeen klassement |                          |                             |           |
| Plaats              | Naam                     | Ploeg                       | Tijd      |
| Roze trui           | Arnaud Démare            | FDJ.fr                      | 12u48'51" |
| 2                   | Sylvain Chavanel         | IAM Cycling                 | +2"       |
| 3                   | Michael Valgren Andersen | Tinkoff-Saxo                | +5"       |
| 4                   | Samuel Dumoulin          | AG2R La Mondiale            | +21"      |
| 5                   | Sébastien Delfosse       | Wallonie-Bruxelles          | z.t.      |
| 6                   | Florian Sénéchal         | Cofidis                     | +25"      |
| 7                   | Pieter Jacobs            | Topsport Vlaanderen-Baloise | +45"      |
| 8                   | Yannick Martinez         | Europcar                    | +49"      |
| 9                   | Steven Tronet            | BigMat-Auber 93             | +51"      |
| 10                  | Jan Ghyselinck           | Wanty-Groupe Gobert         | z.t.      |
|                     |                          |                             |           |
| 38                  | Wouter Mol               | Veranclassic-Doltcini       | +7'52"    |

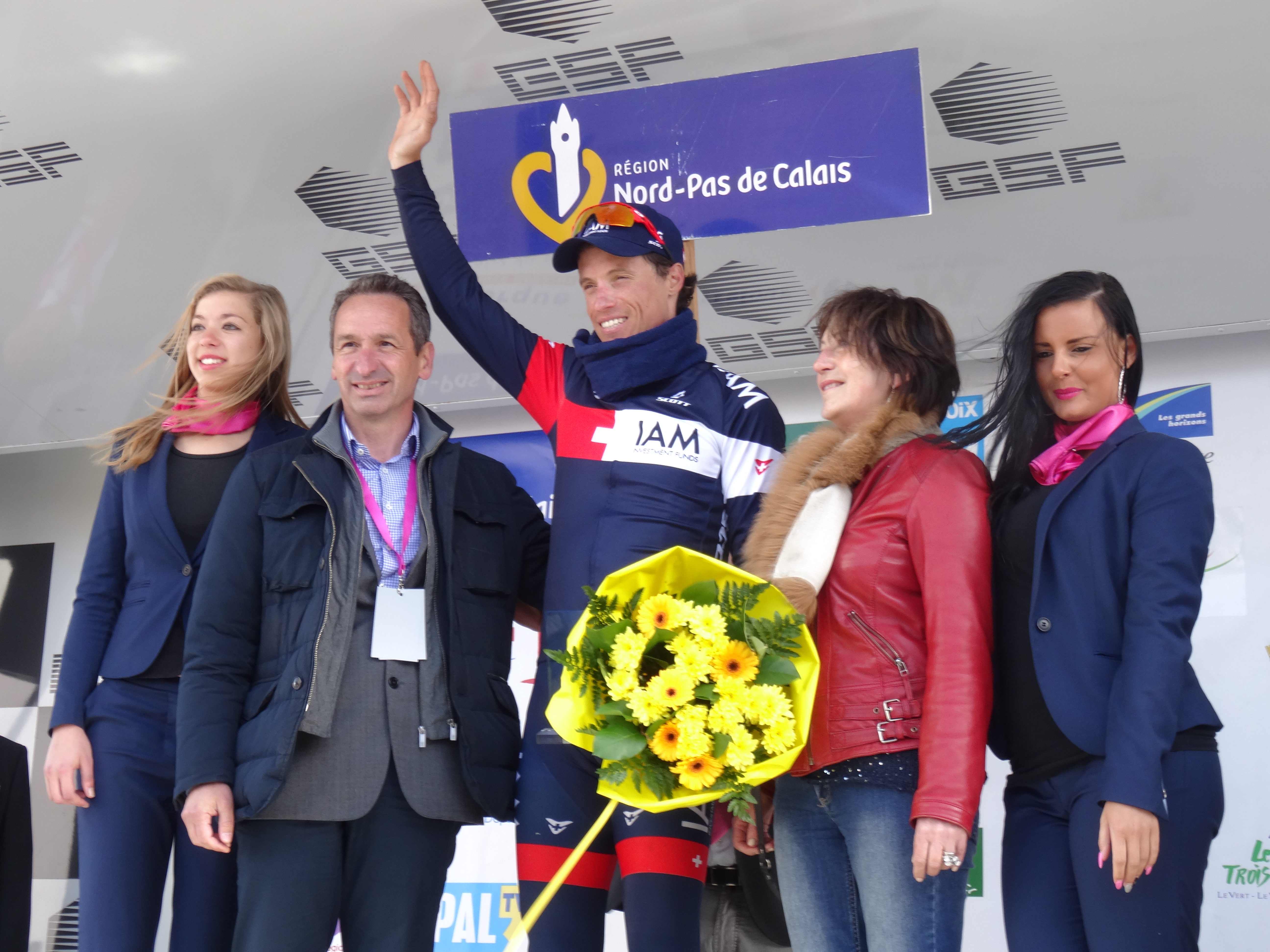
Sylvain Chavanel.
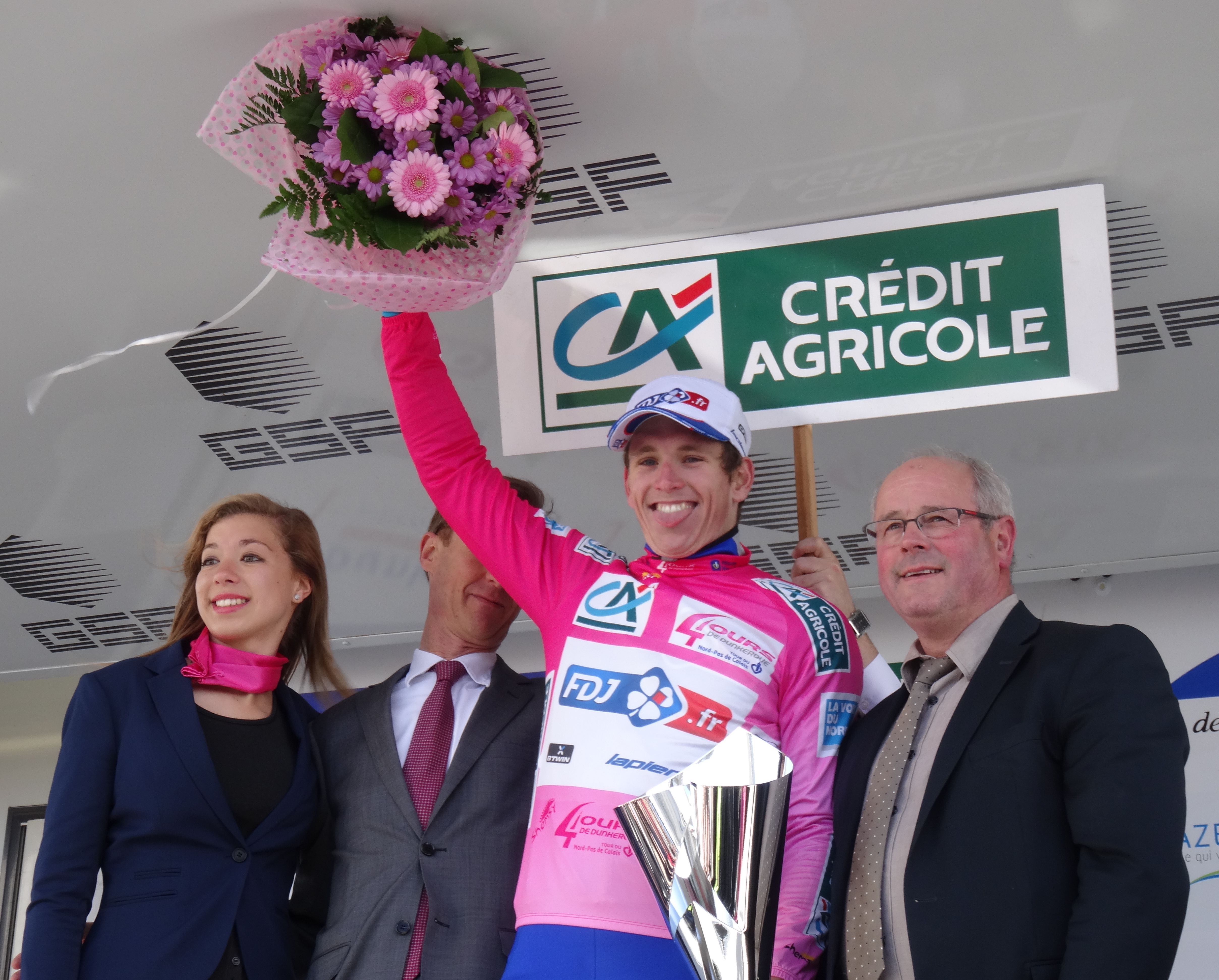
Arnaud Démare.
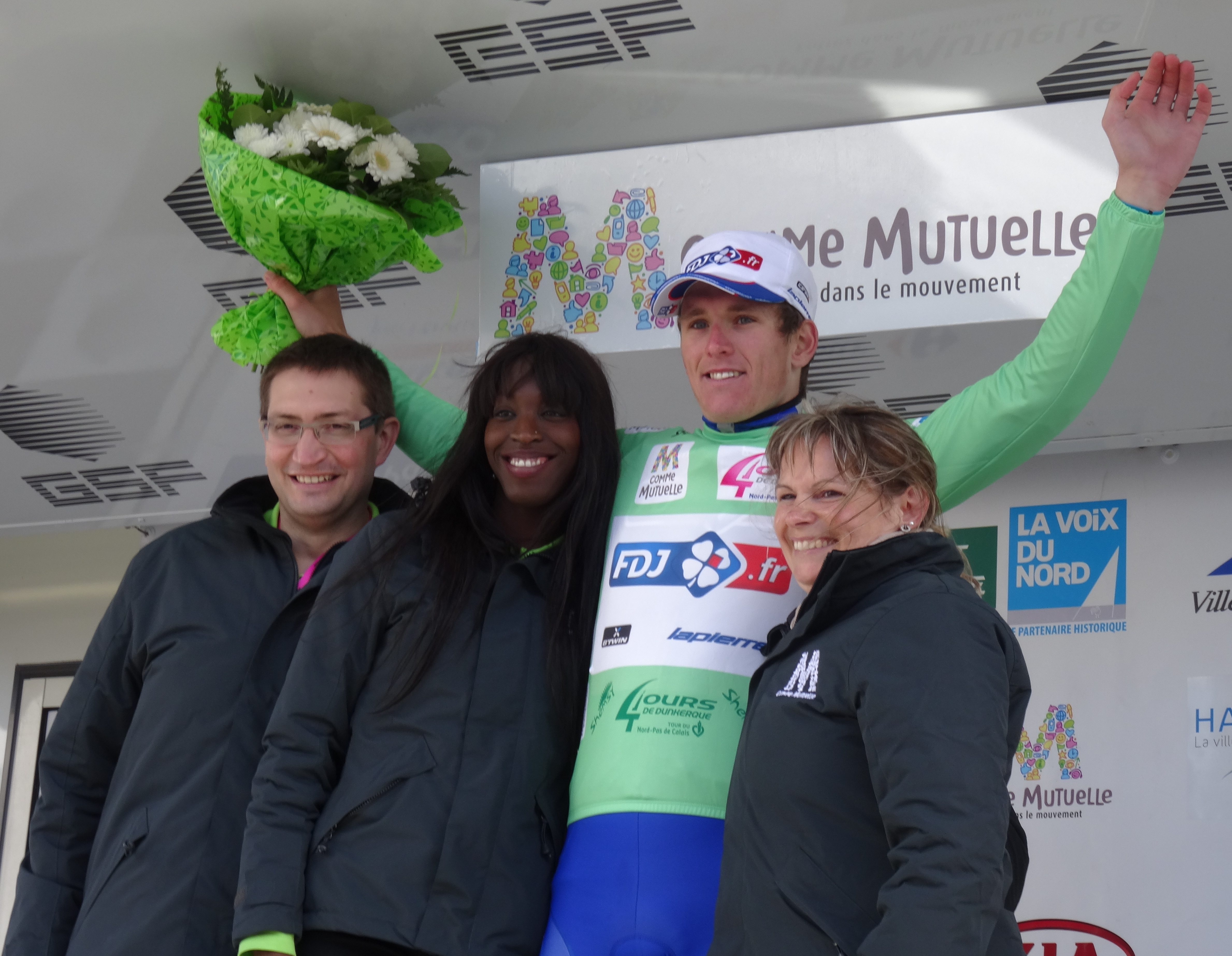
Arnaud Démare.
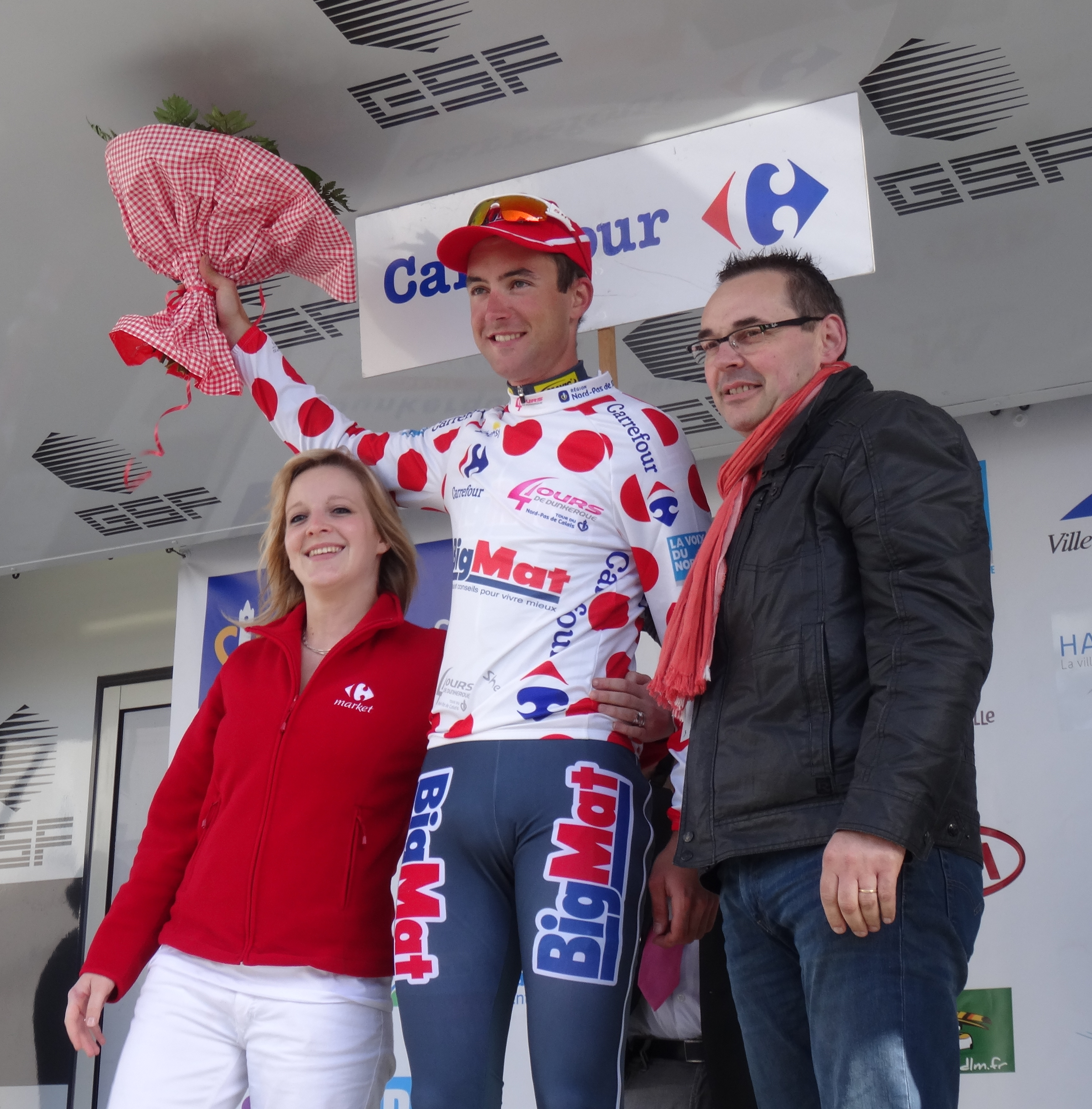
Flavien Dassonville.
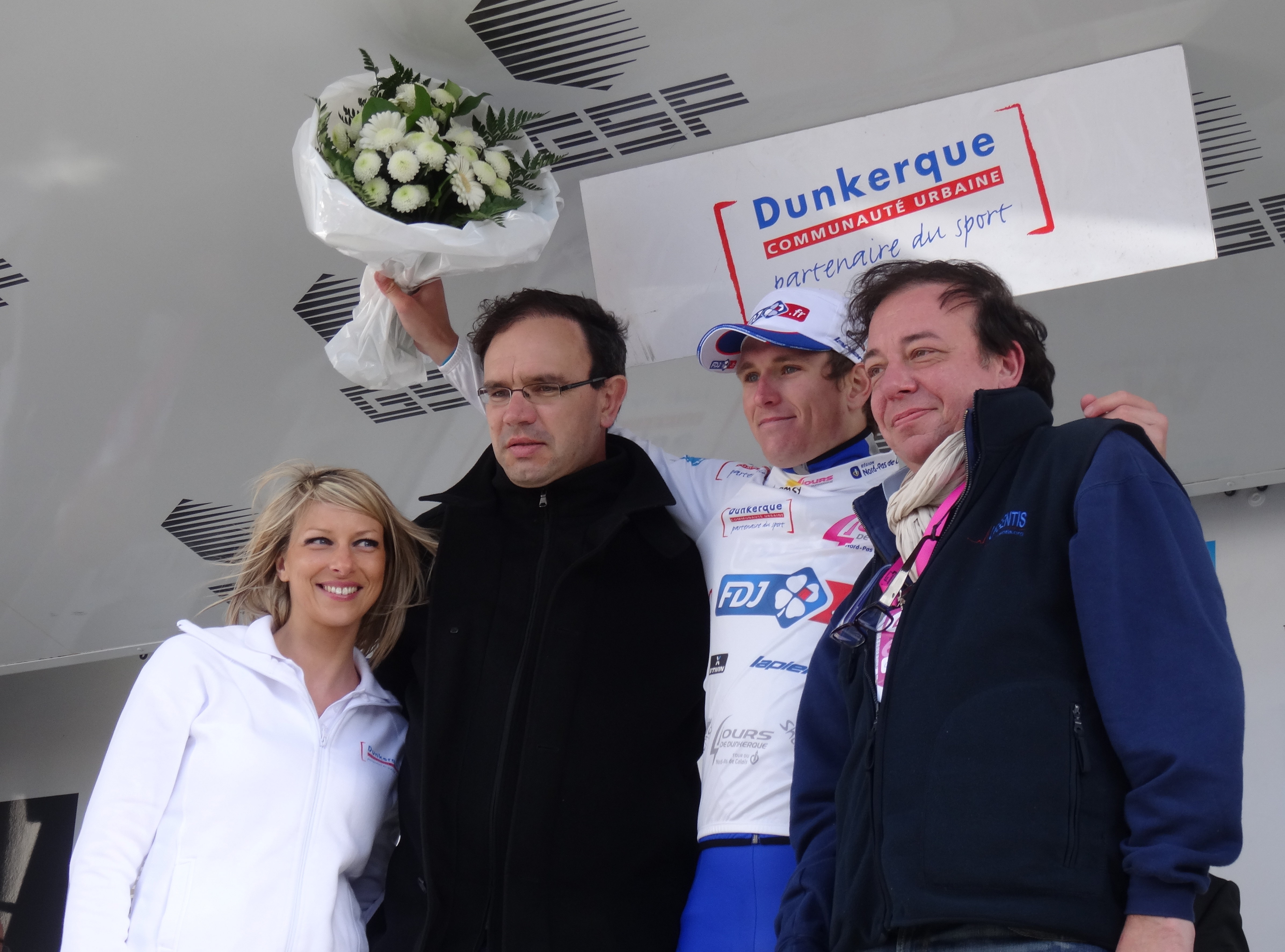
Arnaud Démare.
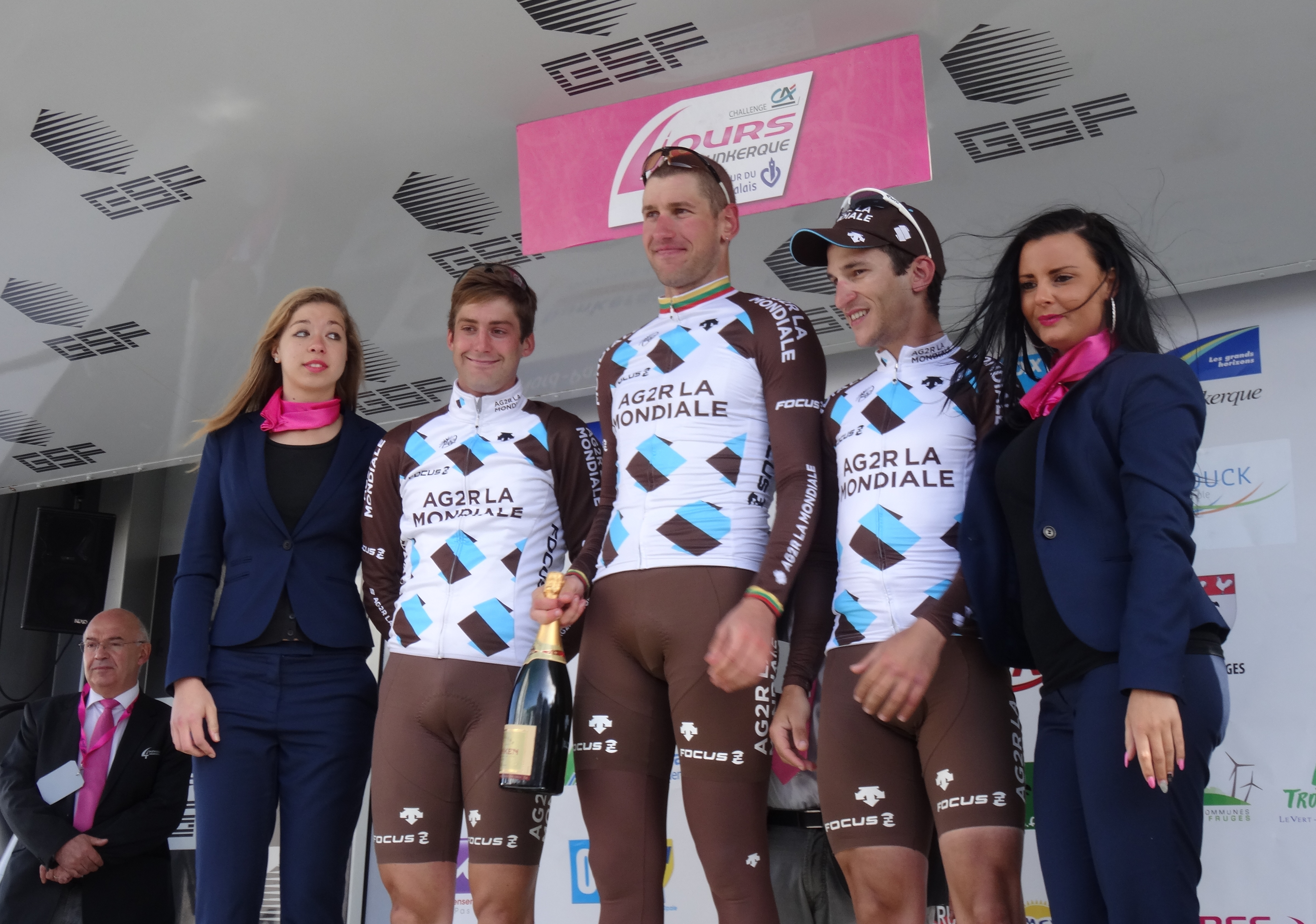
AG2R La Mondiale.
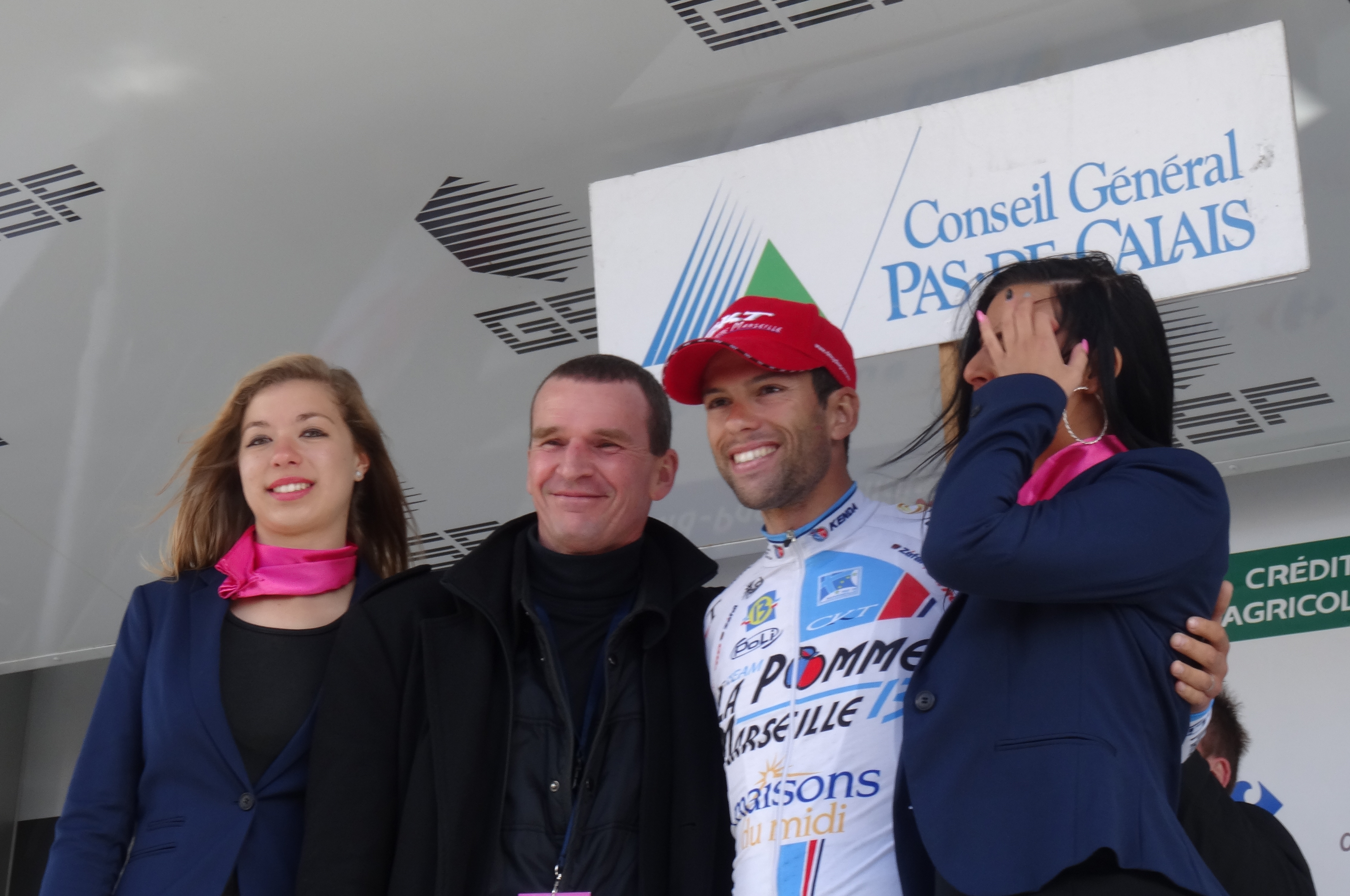
Julien El Fares.
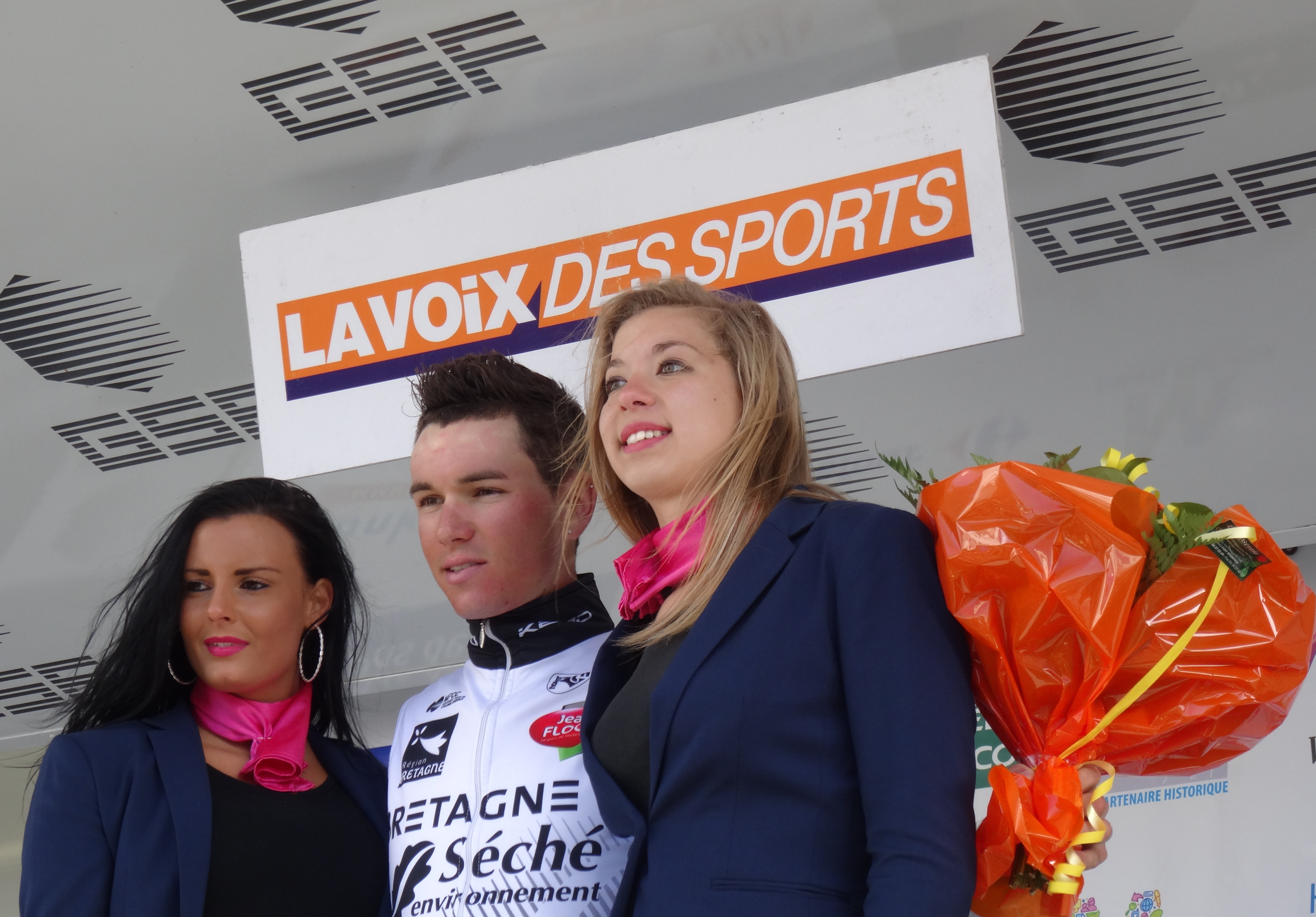
Clément Koretzky.

### 4e etappe
| Ardres - Licques (188,7 km) |                          |                         |          |
| Plaats                      | Naam                     | Ploeg                   | Tijd     |
| Winnaar                     | Thierry Hupond           | Giant-Shimano           | 5u12'24" |
| 2                           | Nikias Arndt             | Giant-Shimano           | +9"      |
| 3                           | Alexandre Pichot         | Europcar                | +11"     |
| 4                           | Frederik Veuchelen       | Wanty-Groupe Gobert     | z.t.     |
| 5                           | Hugo Houle               | AG2R La Mondiale        | +12"     |
| 6                           | Rudy Kowalski            | Roubaix Lille Métropole | +18"     |
| 7                           | Stéphane Rossetto        | BigMat-Auber 93         | +22"     |
| 8                           | Arnaud Démare            | FDJ.fr                  | +31"     |
| 9                           | Michael Valgren Andersen | Tinkoff-Saxo            | +32"     |
| 10                          | Steven Tronet            | BigMat-Auber 93         | z.t.     |
|                             |                          |                         |          |
| 24                          | Brian Bulgaç             | Giant-Shimano           | +35"     |

| Algemeen klassement |                          |                             |           |
| Plaats              | Naam                     | Ploeg                       | Tijd      |
| Roze trui           | Arnaud Démare            | FDJ.fr                      | 18u01'46" |
| 2                   | Sylvain Chavanel         | IAM Cycling                 | +6"       |
| 3                   | Michael Valgren Andersen | Tinkoff-Saxo                | z.t.      |
| 4                   | Samuel Dumoulin          | AG2R La Mondiale            | +22"      |
| 5                   | Sébastien Delfosse       | Wallonie-Bruxelles          | z.t.      |
| 6                   | Florian Sénéchal         | Cofidis                     | +29"      |
| 7                   | Pieter Jacobs            | Topsport Vlaanderen-Baloise | +46"      |
| 8                   | Yannick Martinez         | Europcar                    | +50"      |
| 9                   | Steven Tronet            | BigMat-Auber 93             | +52"      |
| 10                  | Jan Ghyselinck           | Wanty-Groupe Gobert         | z.t.      |
|                     |                          |                             |           |
| 41                  | Brian Bulgaç             | Giant-Shimano               | +15'30"   |

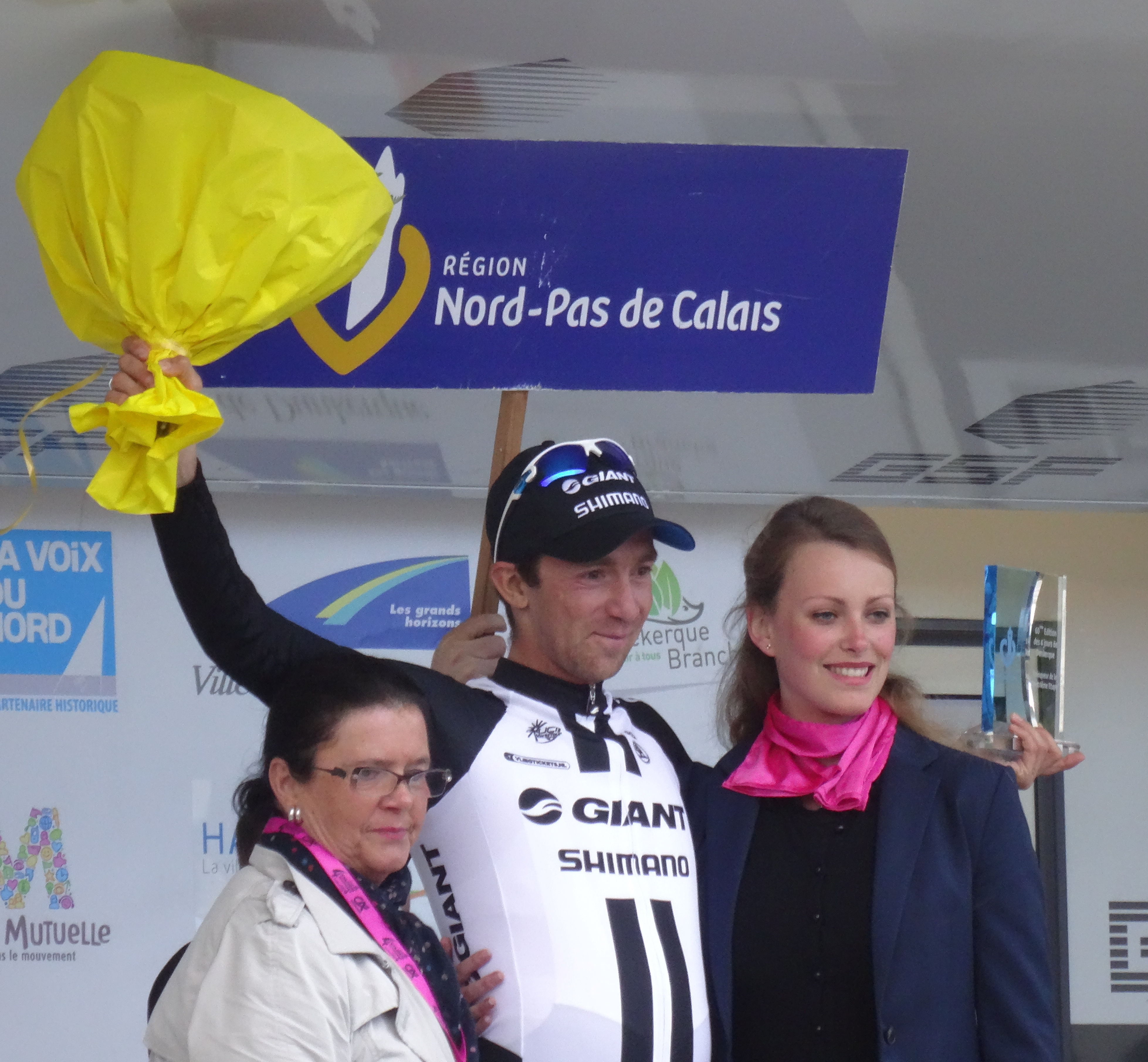
Thierry Hupond.
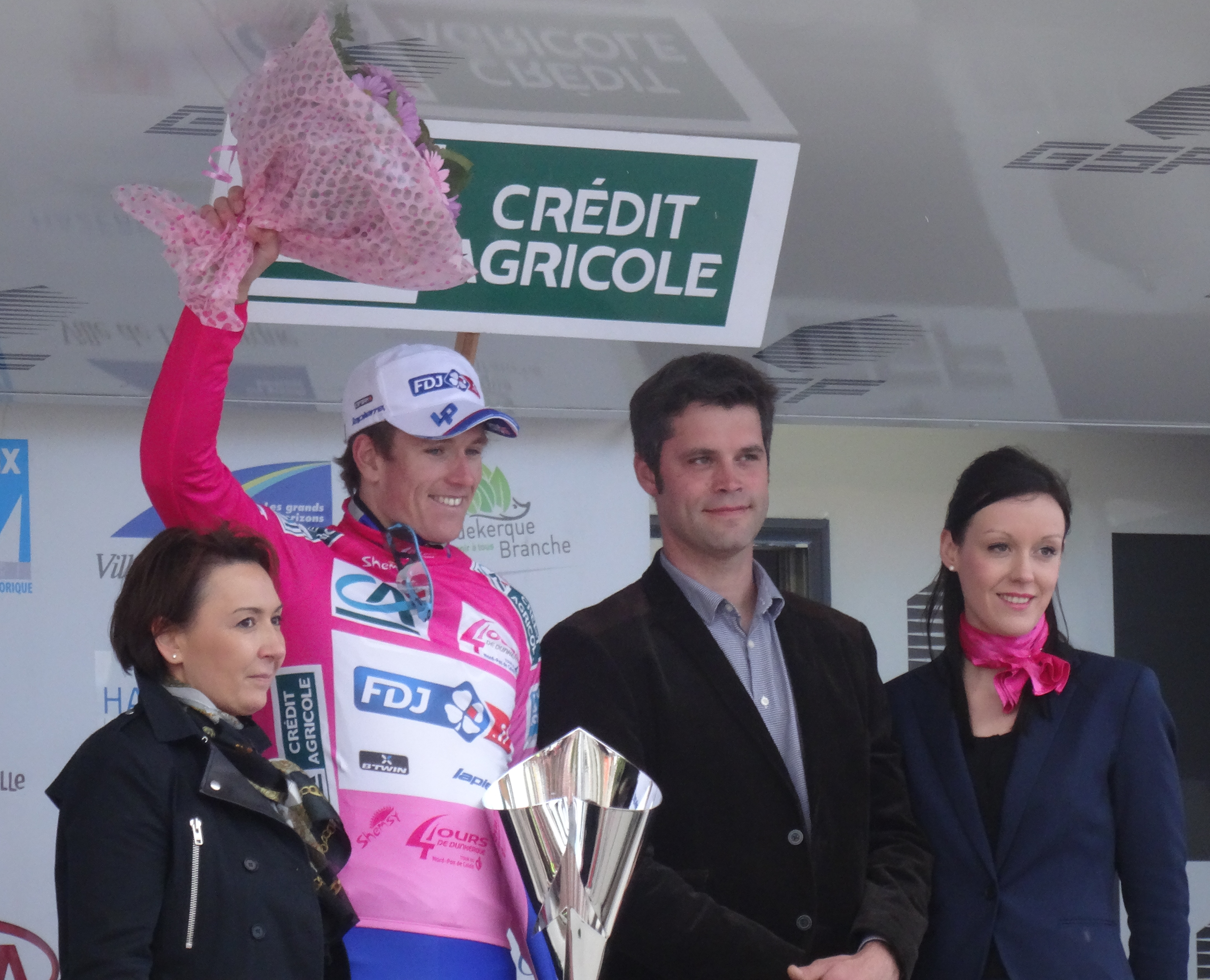
Arnaud Démare.
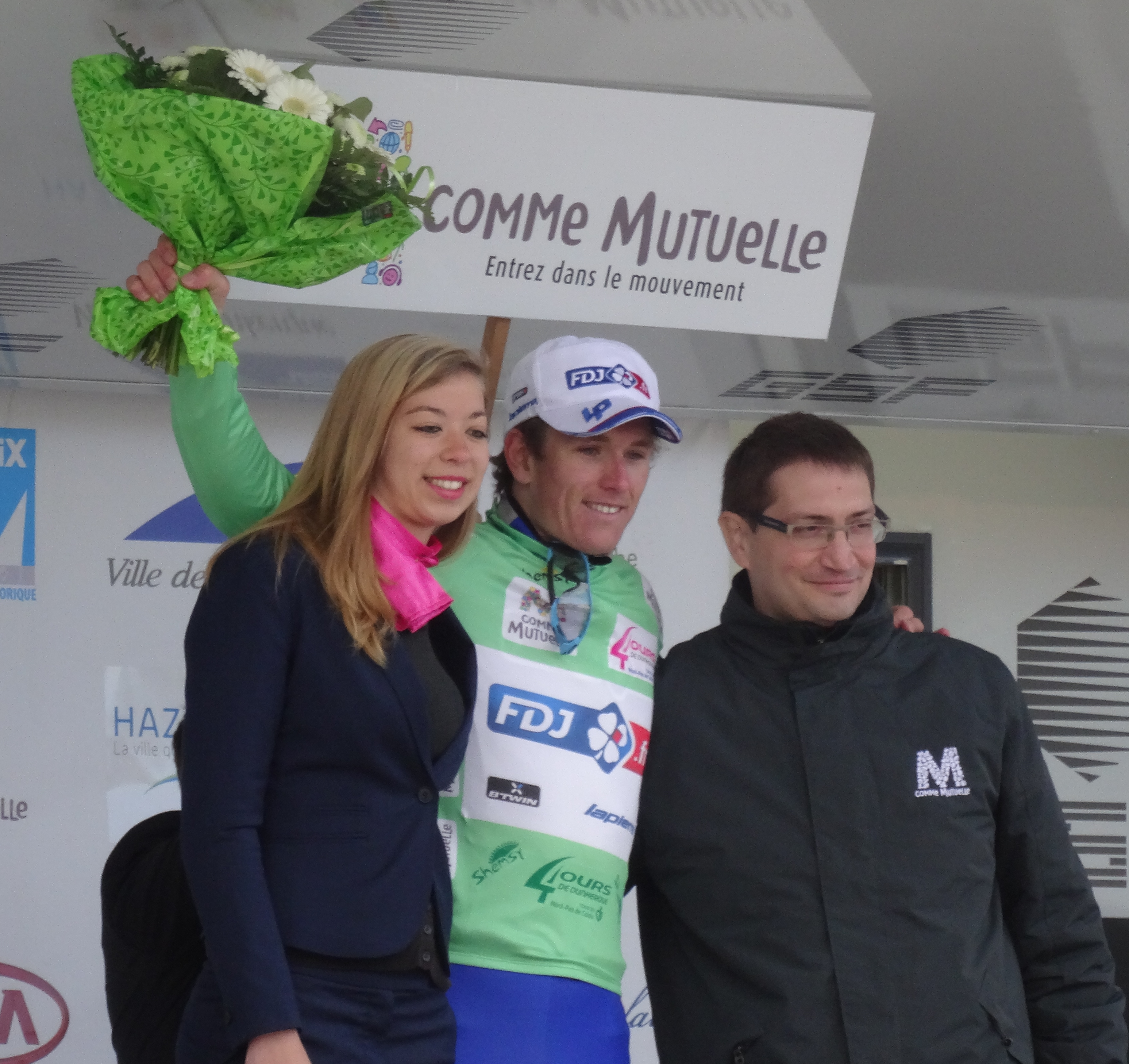
Arnaud Démare.
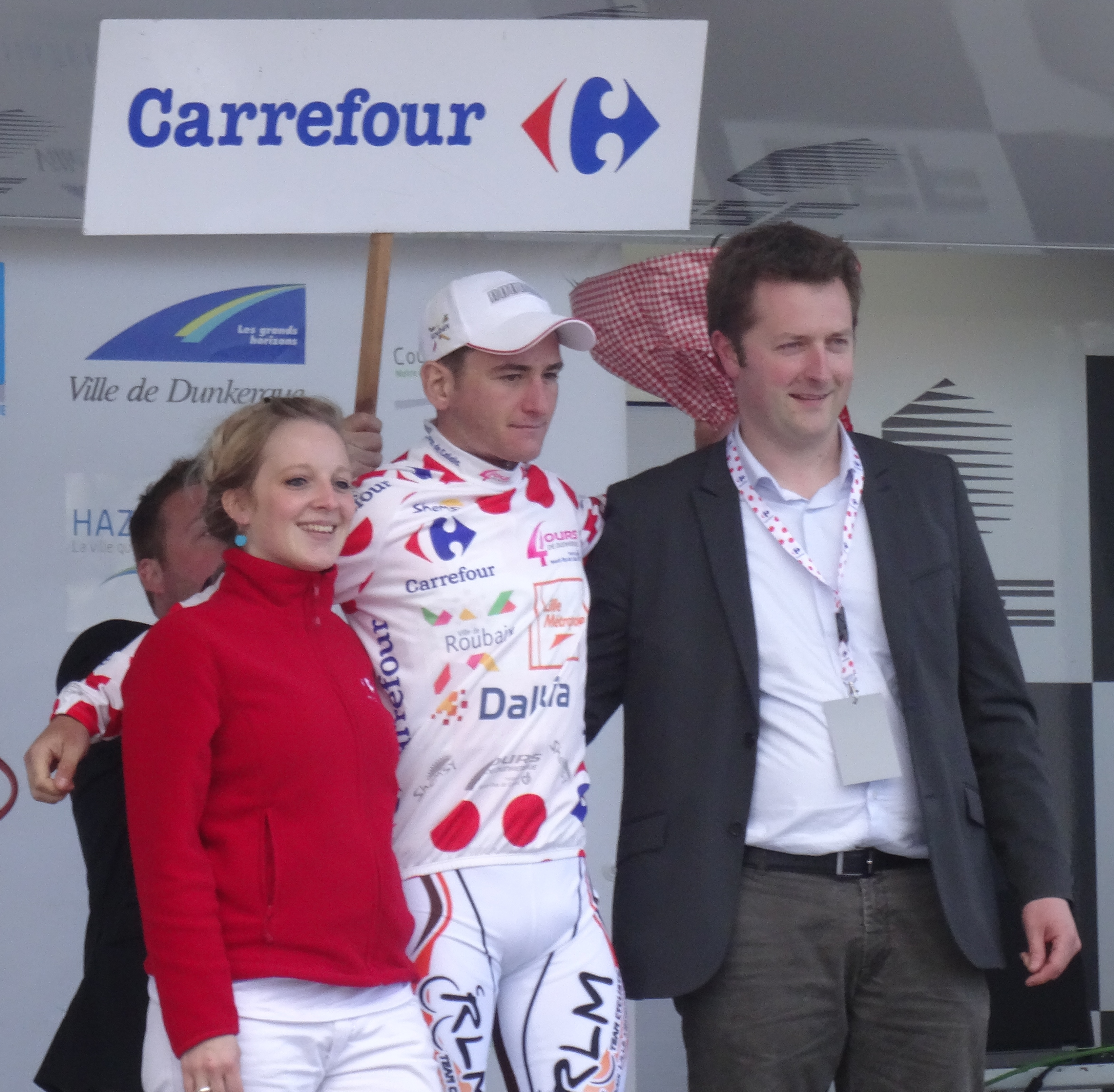
Rudy Kowalski.
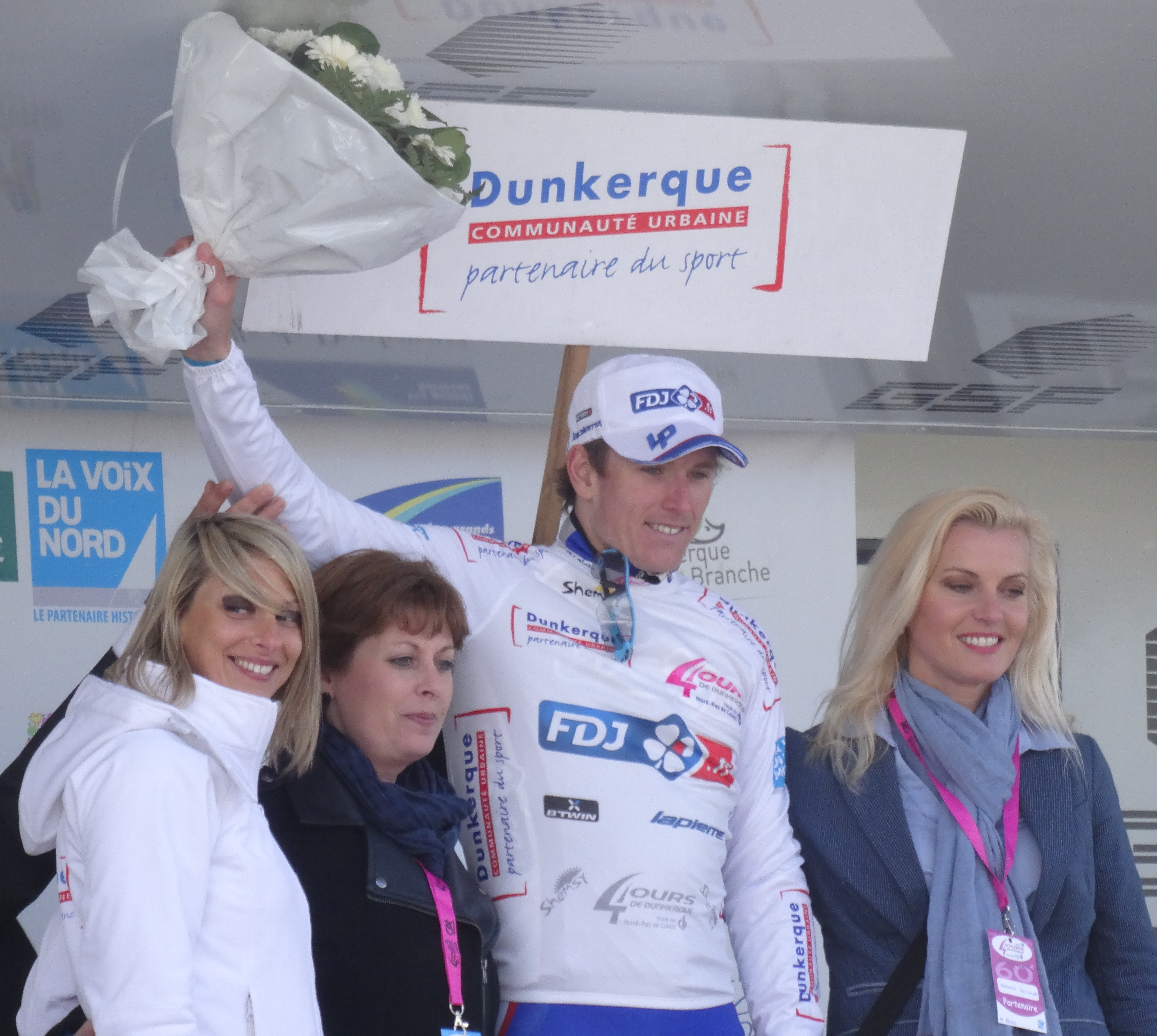
Arnaud Démare.
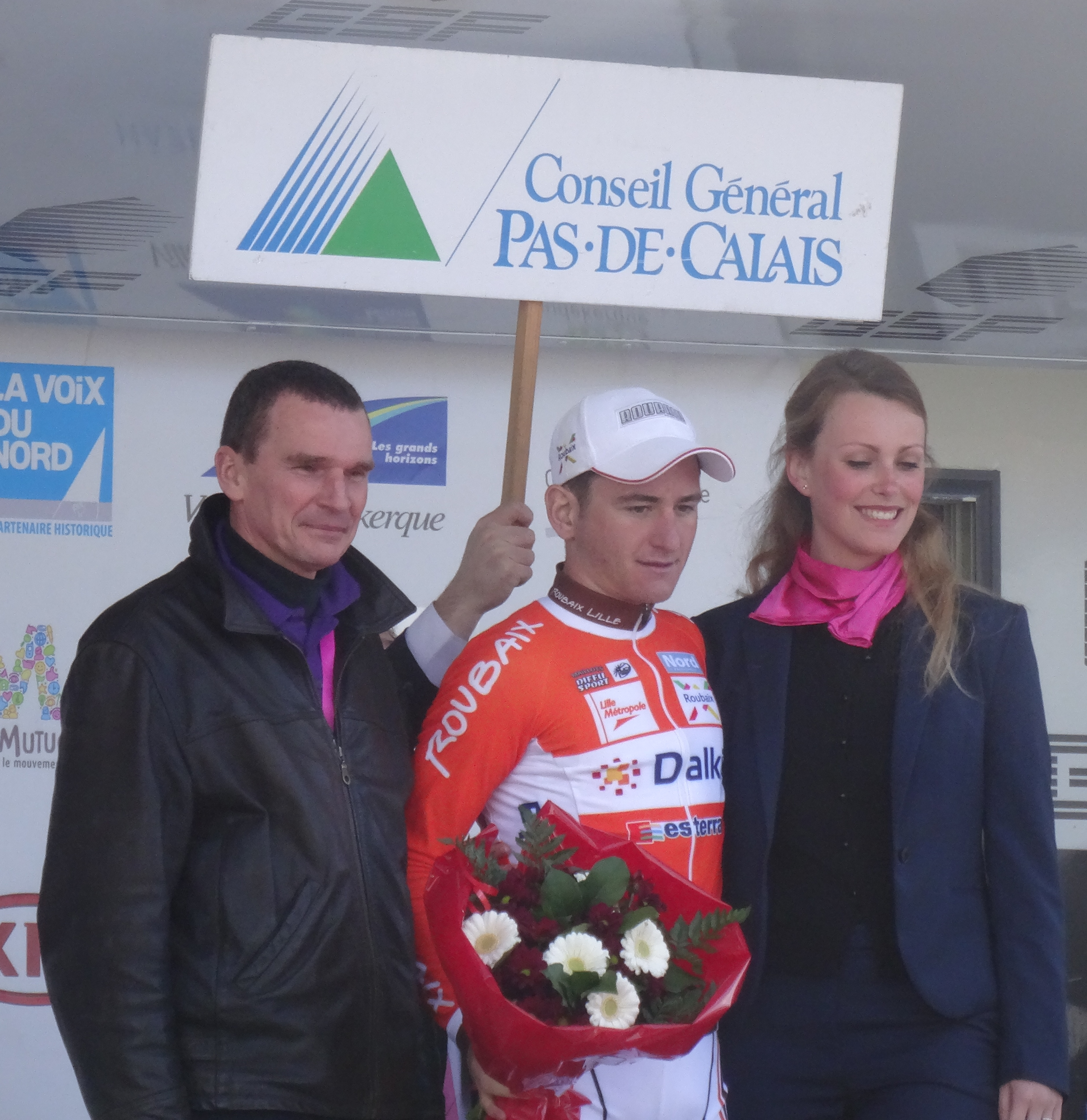
Rudy Kowalski.
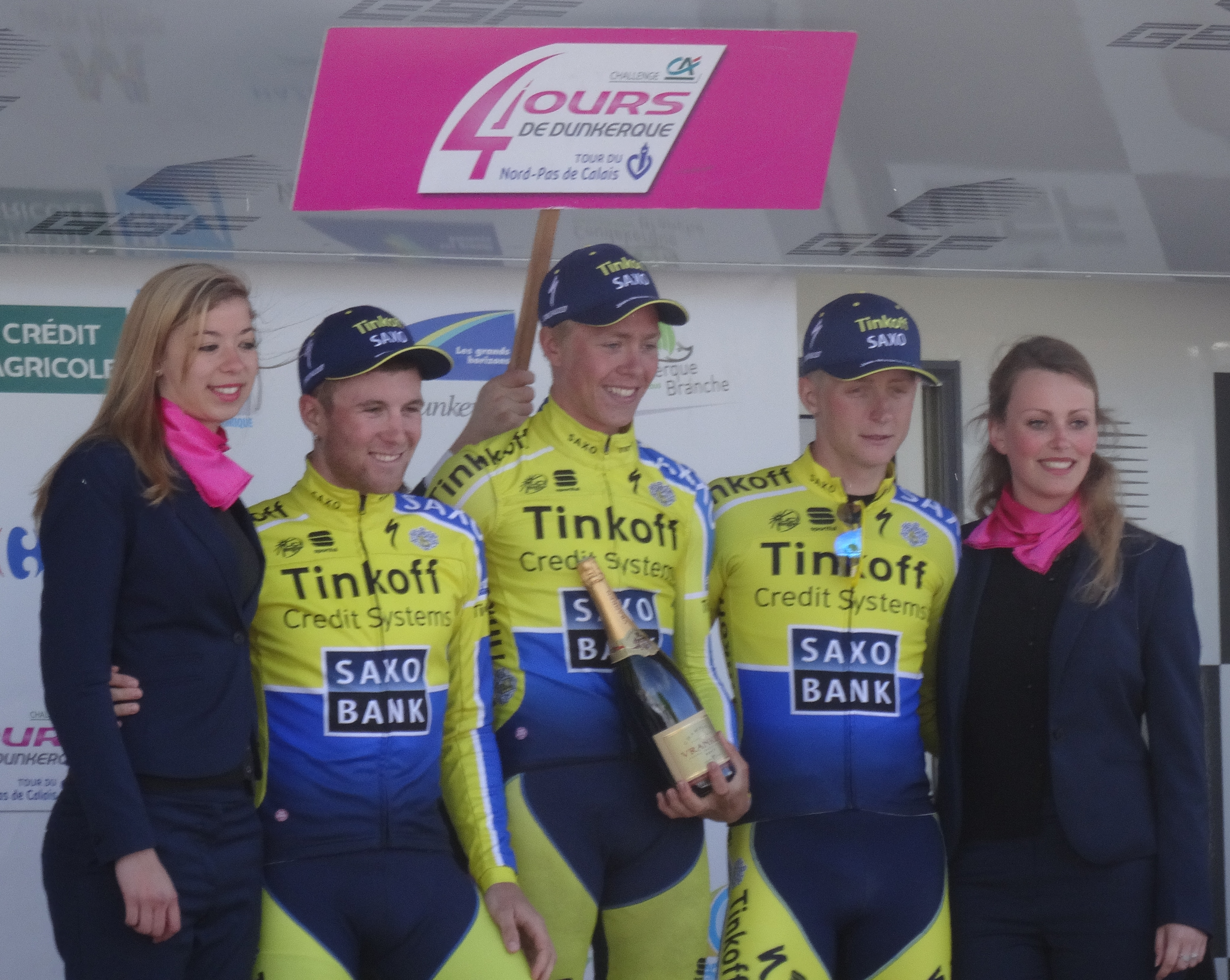
Tinkoff-Saxo.
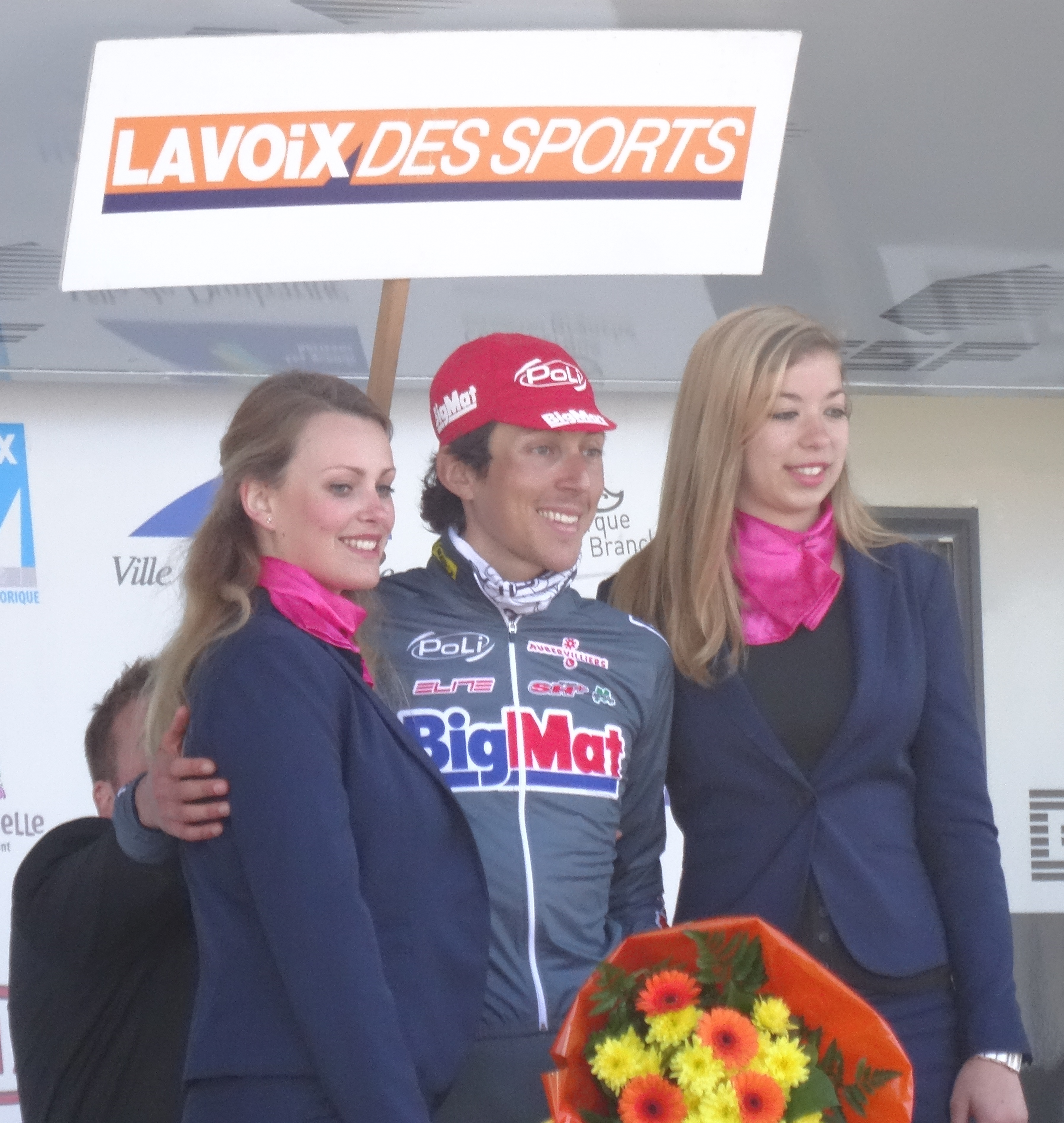
Stéphane Rossetto.

### 5e etappe
| Saint-Pol-sur-Mer - Duinkerke (177,1 km) |                    |                         |          |
| Plaats                                   | Naam               | Ploeg                   | Tijd     |
| Winnaar                                  | Jimmy Engoulvent   | Europcar                | 4u12'27" |
| 2                                        | Romain Zingle      | Cofidis                 | +7"      |
| 3                                        | Gediminas Bagdonas | AG2R La Mondiale        | +9"      |
| 4                                        | Wouter Mol         | Veranclassic-Doltcini   | z.t.     |
| 5                                        | Arnaud Démare      | FDJ.fr                  | +12"     |
| 6                                        | Matteo Pelucchi    | IAM Cycling             | z.t.     |
| 7                                        | Nikias Arndt       | Giant-Shimano           | z.t.     |
| 8                                        | Ralf Matzka        | NetApp-Endura           | z.t.     |
| 9                                        | Andreas Stauff     | MTN-Qhubeka             | z.t.     |
| 10                                       | Timothy Dupont     | Roubaix Lille Métropole | z.t.     |

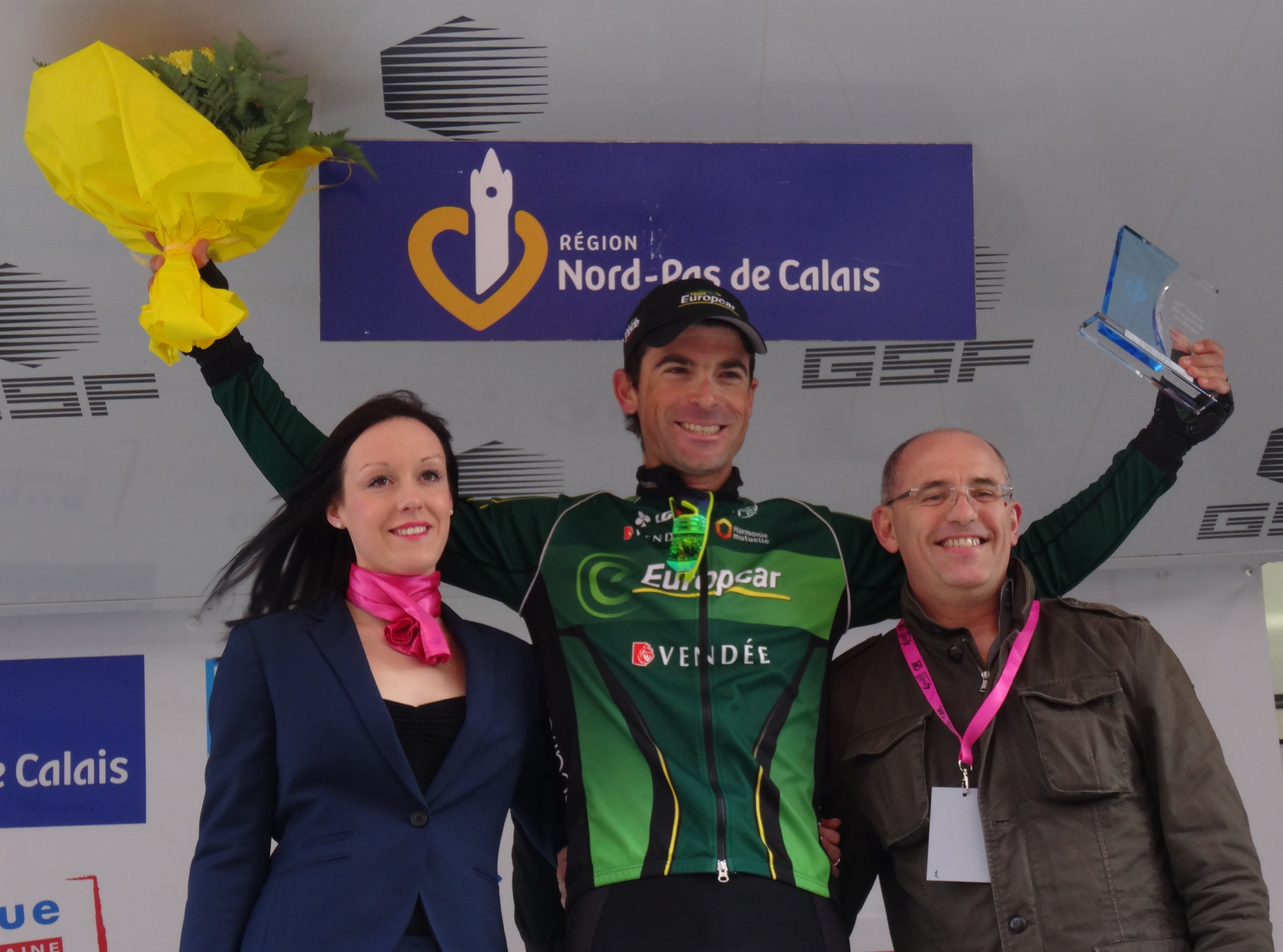
Jimmy Engoulvent.
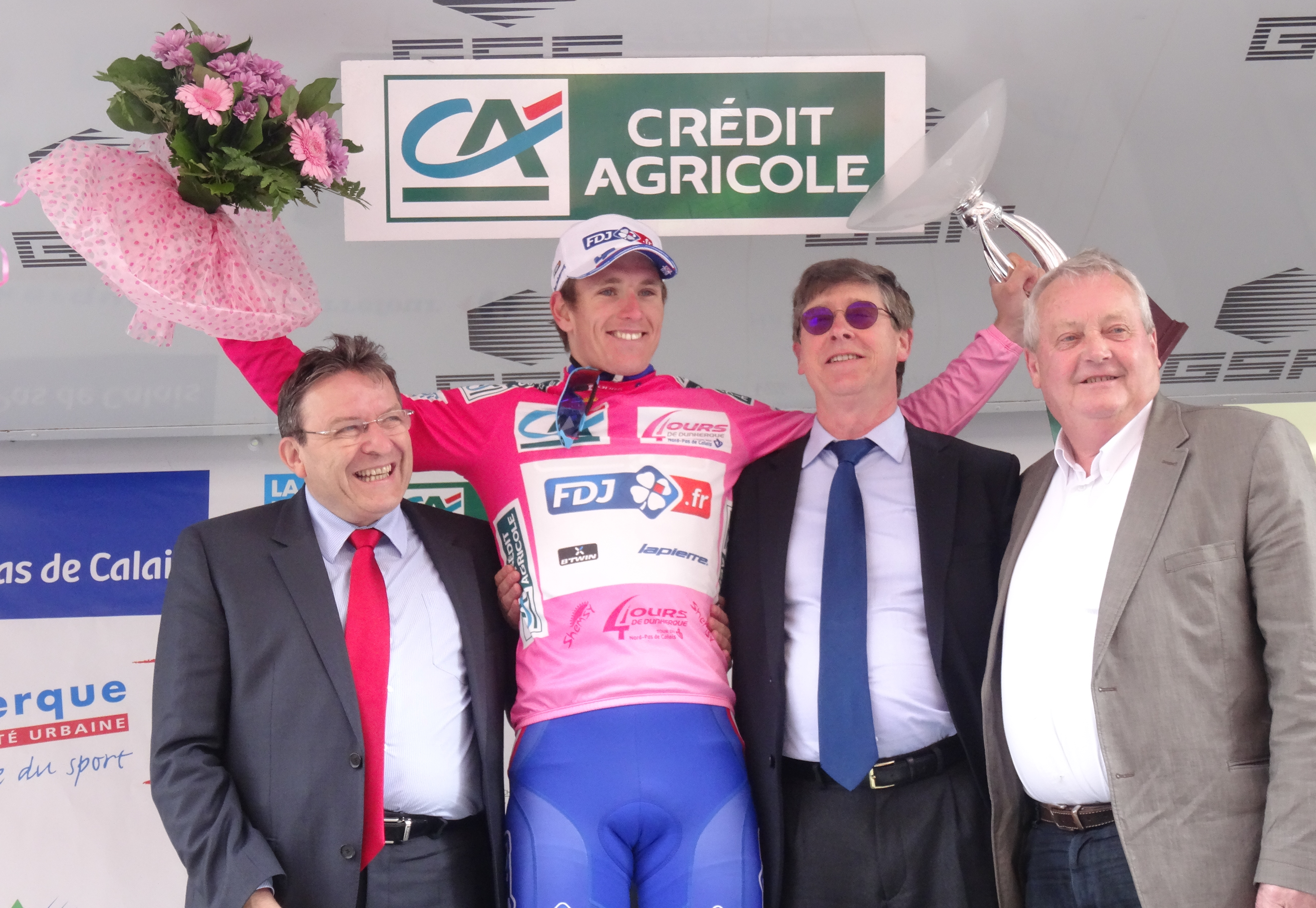
Arnaud Démare.
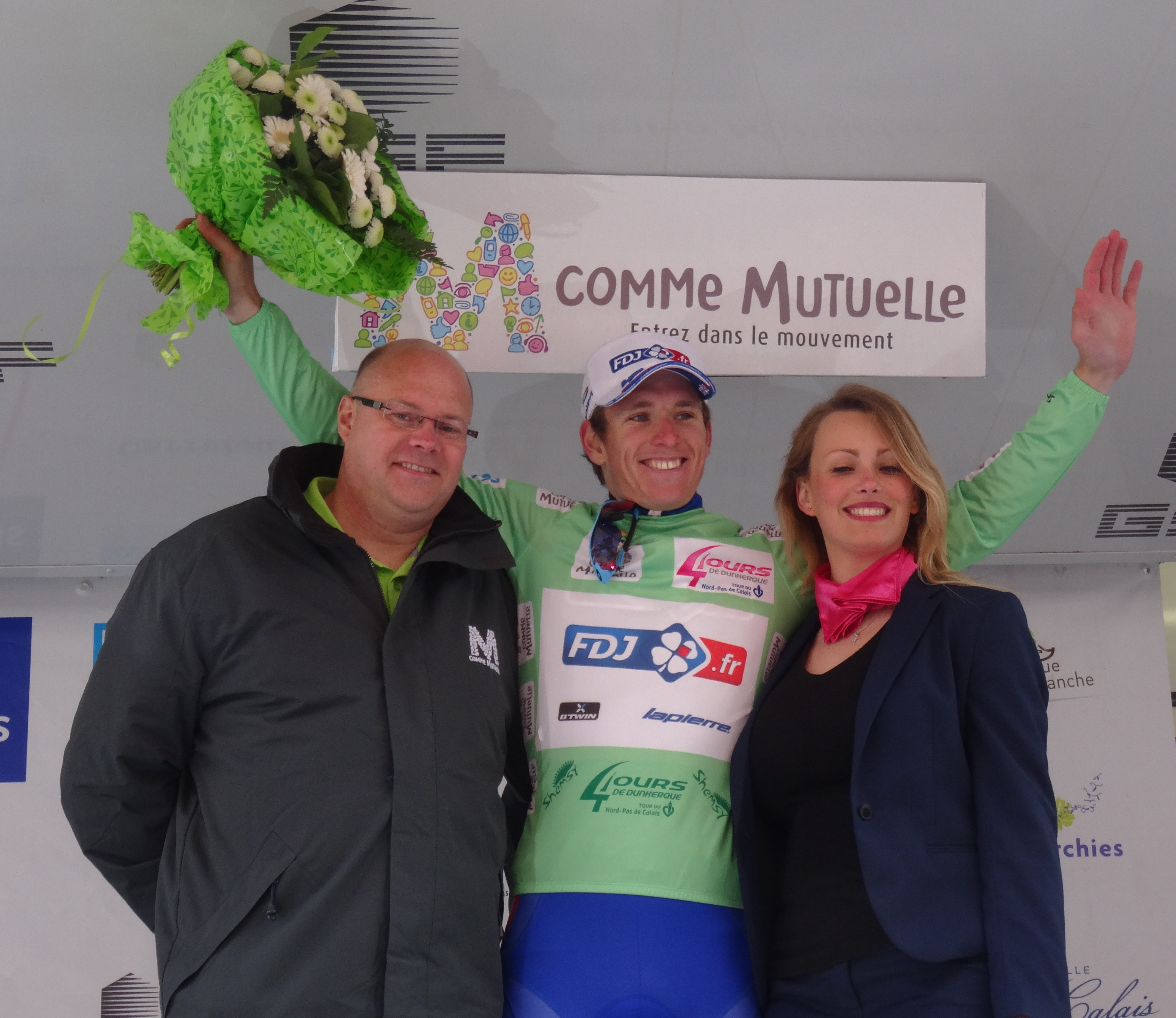
Arnaud Démare.
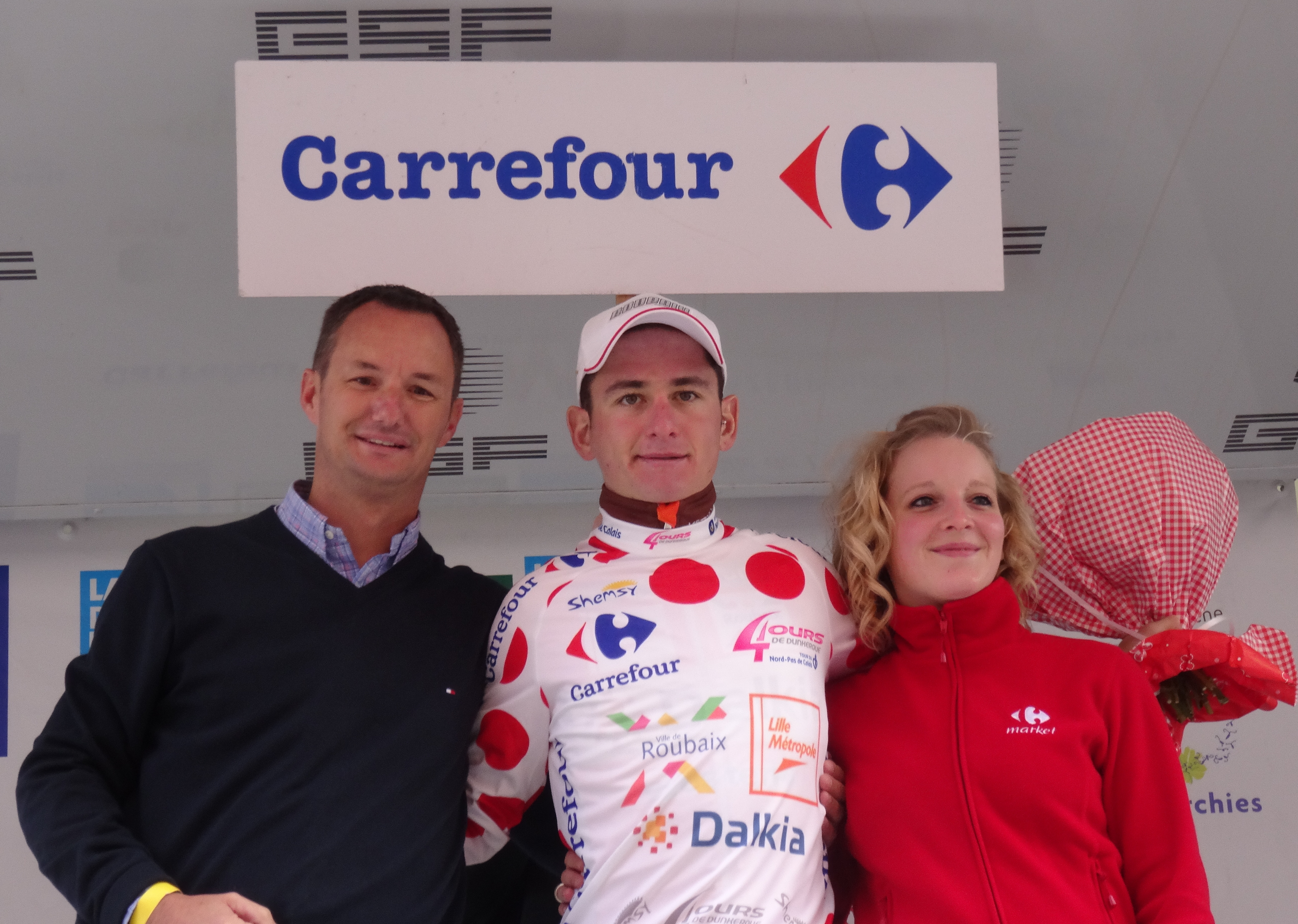
Rudy Kowalski.
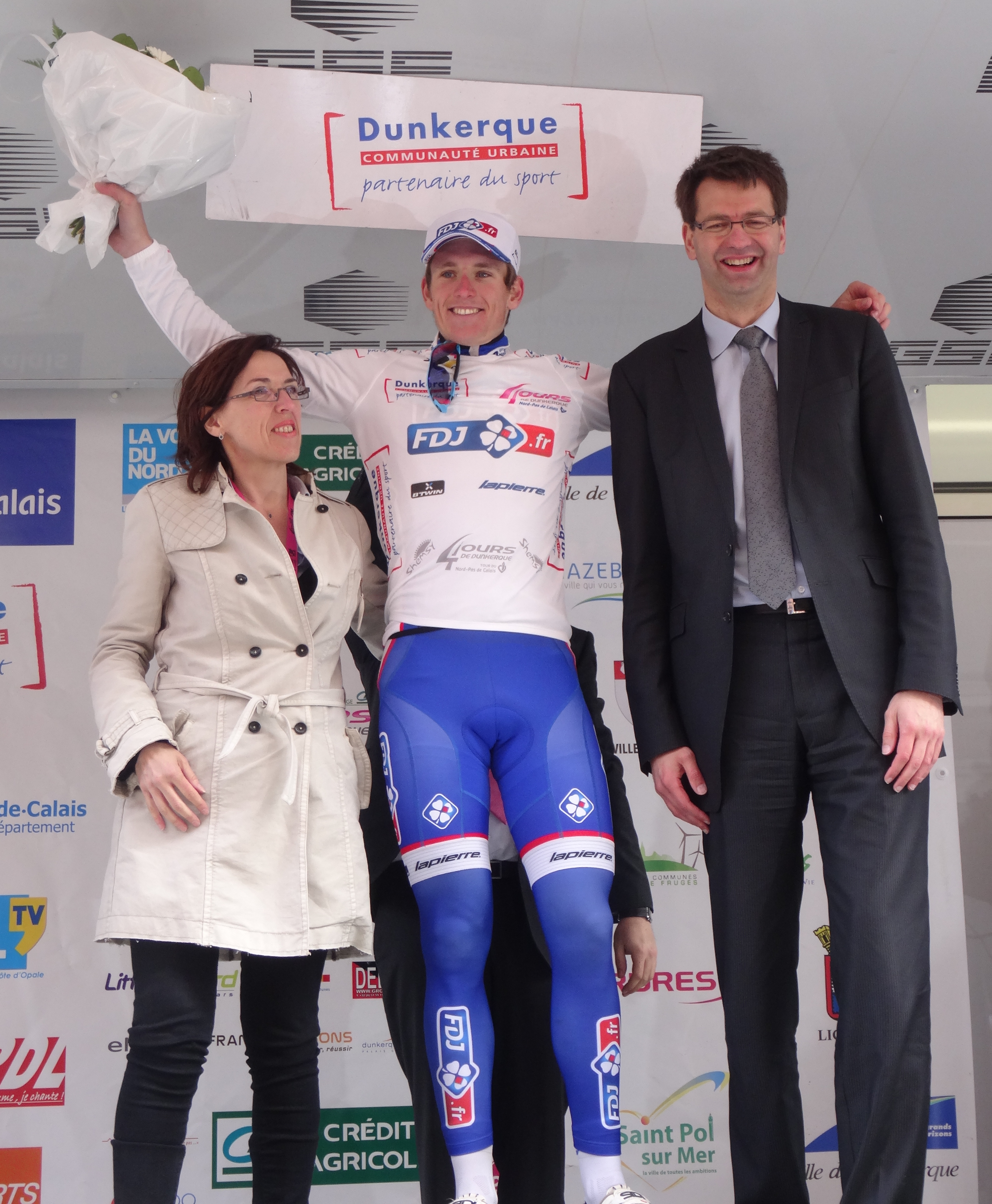
Arnaud Démare.
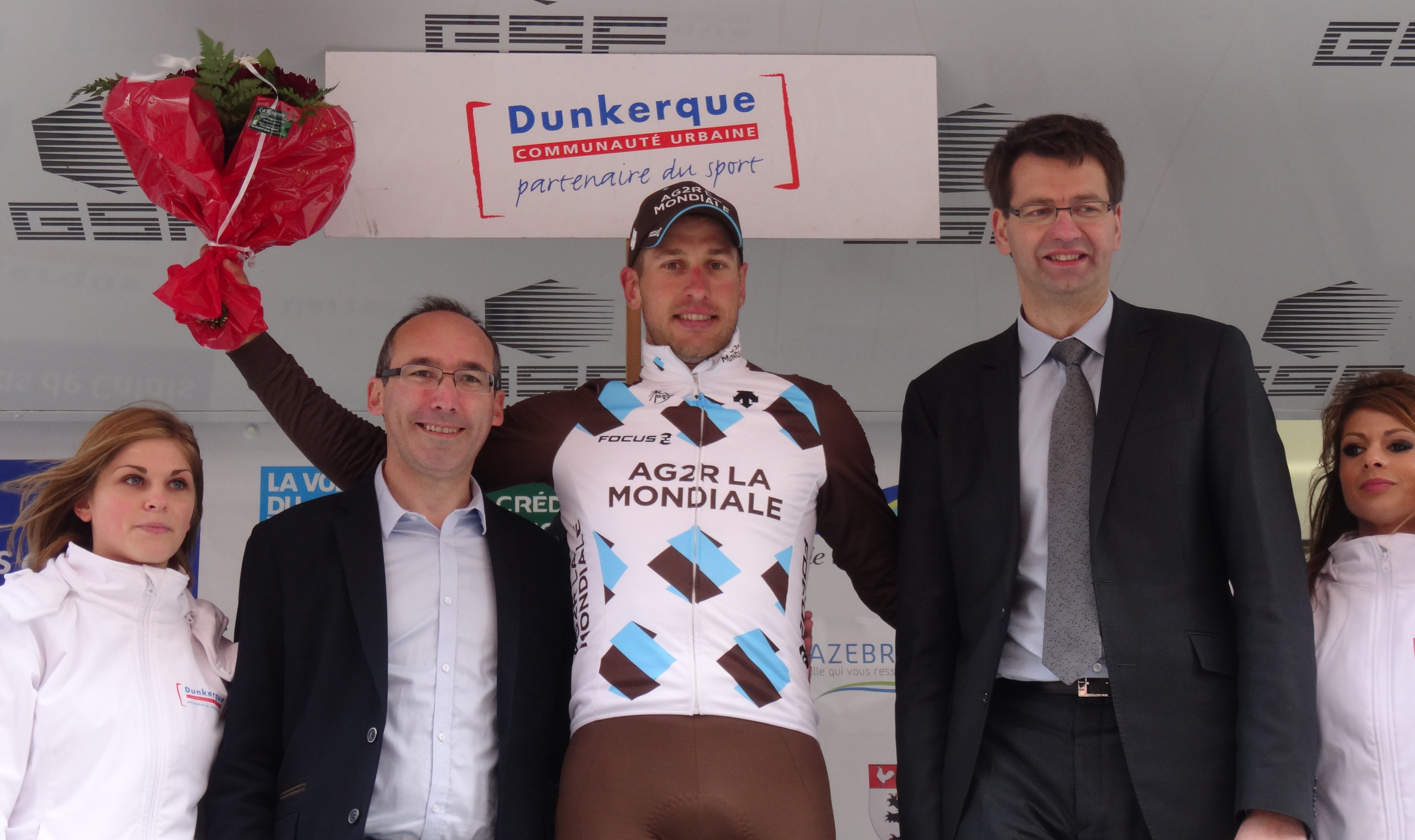
Gediminas Bagdonas.
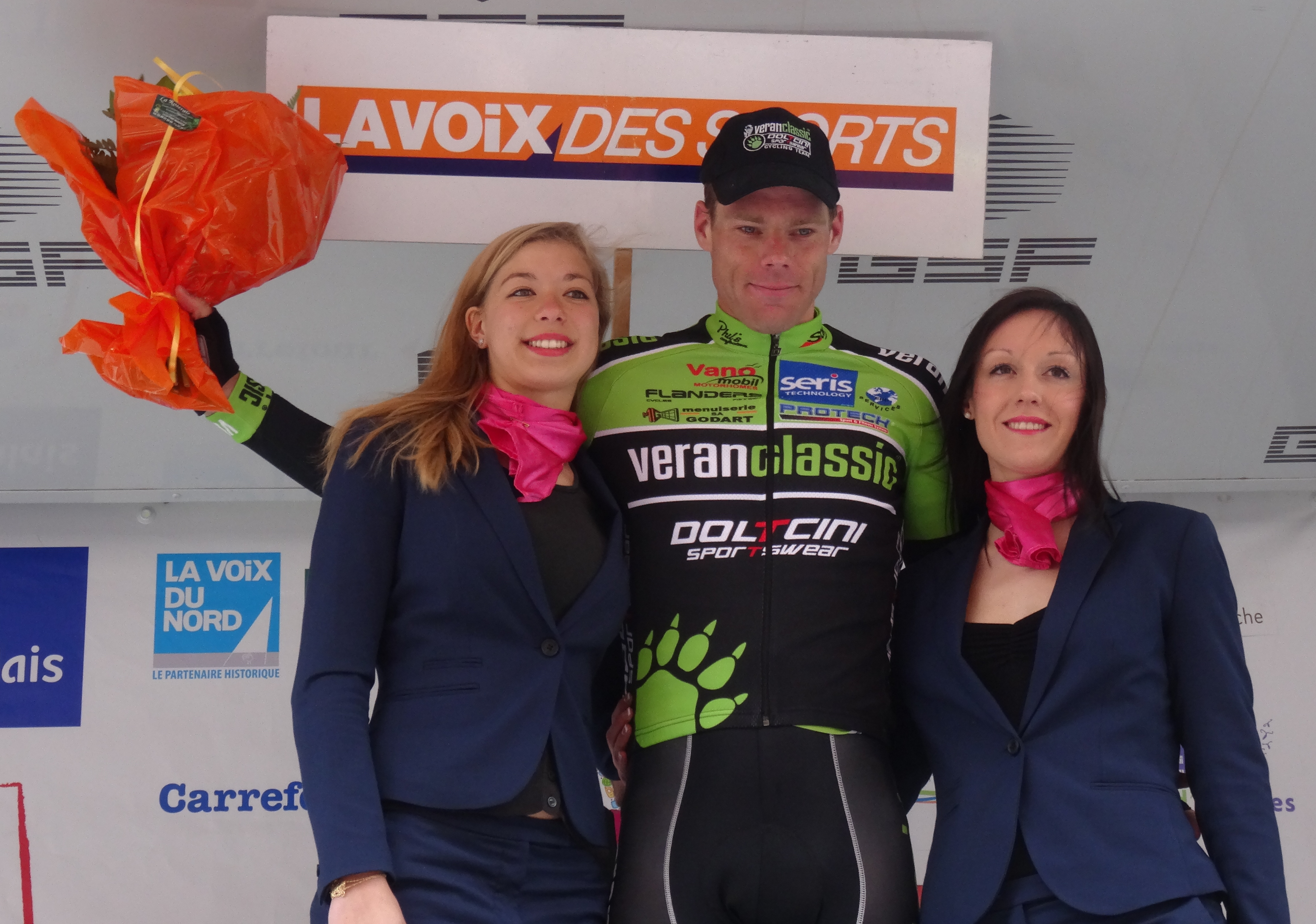
Wouter Mol.
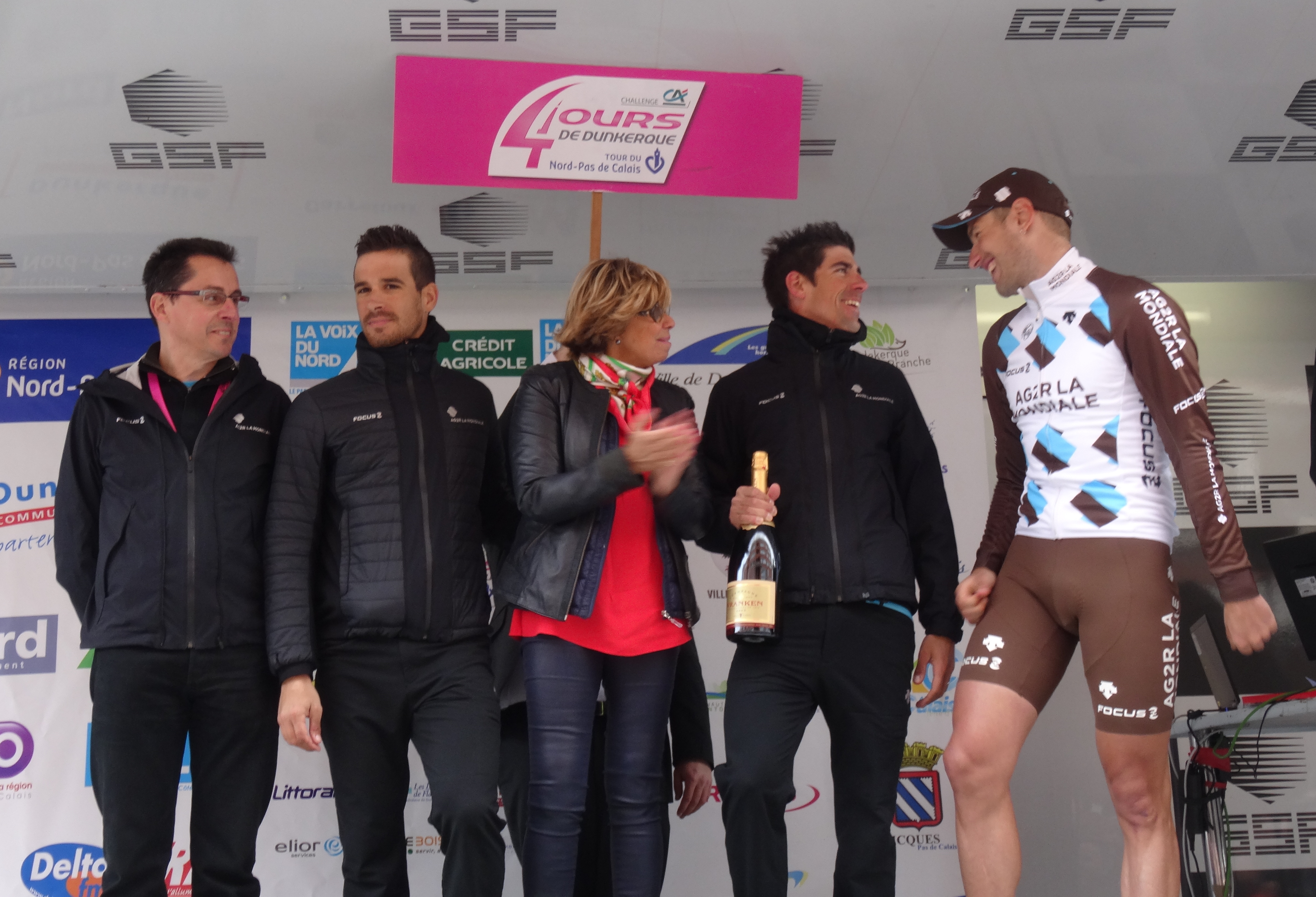
AG2R La Mondiale.

## Eindklassementen

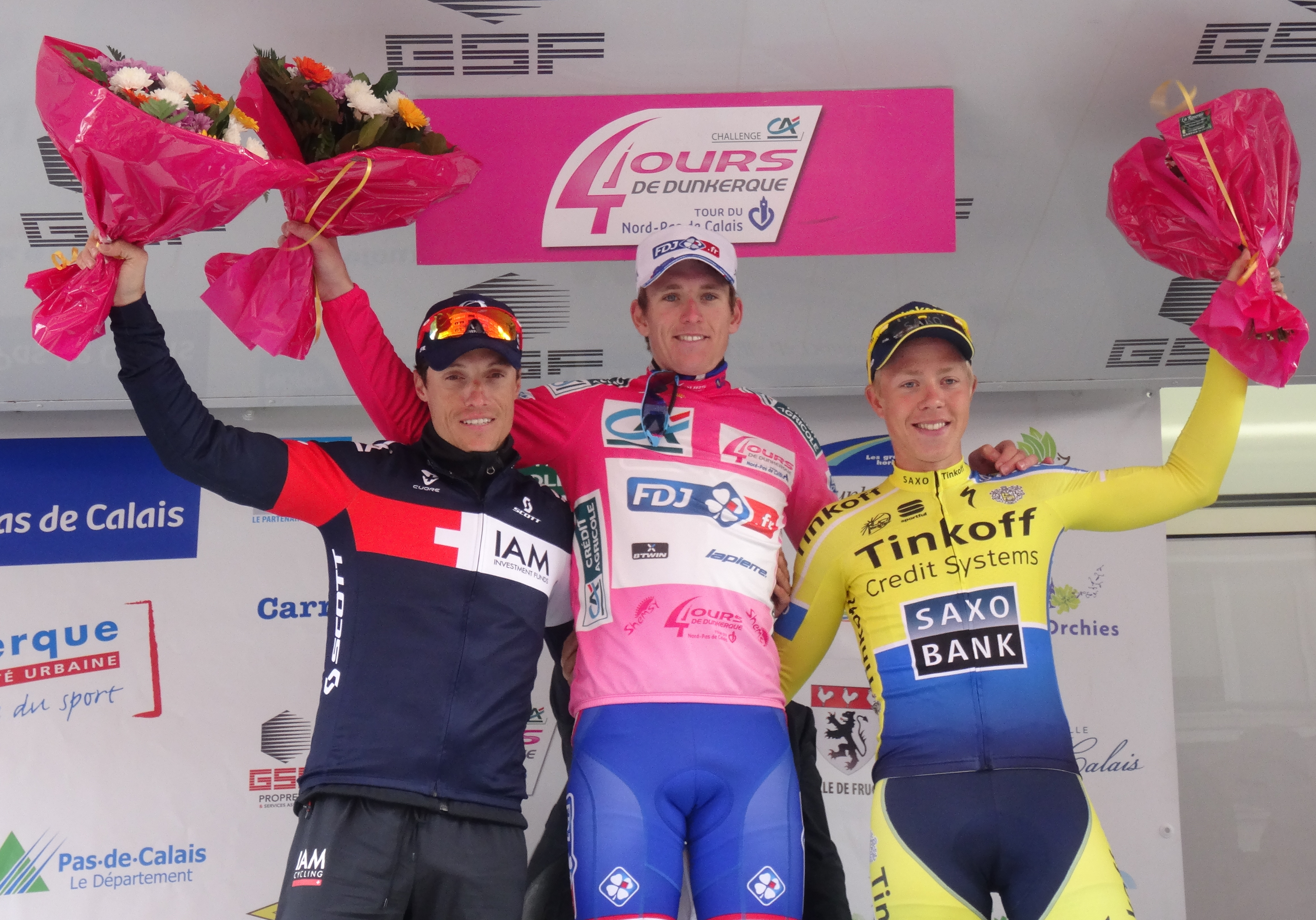
Sylvain Chavanel (2e), Arnaud Démare (1e), Michael Valgren (3e).

| Plaats    | Naam               | Ploeg                 | Tijd      |
| --------- | ------------------ | --------------------- | --------- |
| Roze trui | Arnaud Démare      | FDJ.fr                | 22u14'25" |
| 2         | Sylvain Chavanel   | IAM Cycling           | +6"       |
| 3         | Michael Valgren    | Tinkoff-Saxo          | z.t.      |
|           |                    |                       |           |
| 5         | Sébastien Delfosse | Wallonie-Bruxelles    | +22"      |
| 31        | Wouter Mol         | Veranclassic-Doltcini | +15'58"   |

| Plaats      | Naam               | Ploeg                 | Punten |
| ----------- | ------------------ | --------------------- | ------ |
| Groene trui | Arnaud Démare      | FDJ.fr                | 68     |
| 2           | Nikias Arndt       | Team Giant-Shimano    | 41     |
| 3           | Michael Valgren    | Tinkoff-Saxo          | 30     |
|             |                    |                       |        |
| 9           | Sébastien Delfosse | Wallonie-Bruxelles    | 23     |
| 19          | Wouter Mol         | Veranclassic-Doltcini | 17     |

| Plaats        | Naam               | Ploeg                   | Punten |
| ------------- | ------------------ | ----------------------- | ------ |
| Bolletjestrui | Rudy Kowalski      | Roubaix Lille Métropole | 20     |
| 2             | Stéphane Rossetto  | BigMat-Auber 93         | 9      |
| 3             | Wouter Mol         | Veranclassic-Doltcini   | 7      |
|               |                    |                         |        |
| 4             | Frederik Veuchelen | Wanty-Groupe Gobert     | 7      |

| Plaats     | Naam             | Ploeg                       | Tijd      |
| ---------- | ---------------- | --------------------------- | --------- |
| Witte trui | Arnaud Démare    | FDJ.fr                      | 22u14'25" |
| 2          | Michael Valgren  | Tinkoff-Saxo                | +6"       |
| 3          | Florian Sénéchal | Cofidis, Solutions Crédit   | +29"      |
|            |                  |                             |           |
| 11         | Jonas Rickaert   | Topsport Vlaanderen-Baloise | +23'08"   |

## Klassementenverloop
| Etappe       | Winnaar          | Algemeen klassement · | Puntenklassement · | Bergklassement ·    | Jongerenklassement · | Ploegenklassement ·         |
| ------------ | ---------------- | --------------------- | ------------------ | ------------------- | -------------------- | --------------------------- |
| 1            | Arnaud Démare    | Arnaud Démare         | Arnaud Démare      | Manuele Boaro       | Arnaud Démare        | Topsport Vlaanderen-Baloise |
| 2            | Arnaud Démare    | Arnaud Démare         | Arnaud Démare      | Manuele Boaro       | Arnaud Démare        | Topsport Vlaanderen-Baloise |
| 3            | Sylvain Chavanel | Arnaud Démare         | Arnaud Démare      | Flavien Dassonville | Arnaud Démare        | AG2R La Mondiale            |
| 4            | Thierry Hupond   | Arnaud Démare         | Arnaud Démare      | Rudy Kowalski       | Arnaud Démare        | AG2R La Mondiale            |
| 5            | Jimmy Engoulvent | Arnaud Démare         | Arnaud Démare      | Rudy Kowalski       | Arnaud Démare        | AG2R La Mondiale            |
| 0Eindstanden | 0Eindstanden     | Arnaud Démare         | Arnaud Démare      | Rudy Kowalski       | Arnaud Démare        | AG2R La Mondiale            |

## UCI Europe Tour
In deze Vierdaagse van Duinkerke zijn punten te verdienen voor de ranking in de UCI Europe Tour 2014. Enkel renners die uitkomen voor een (pro-)continentale ploeg, maken aanspraak om punten te verdienen.
| Positie                      | 1e  | 2e | 3e | 4e | 5e | 6e | 7e | 8e | 9e | 10e | 11e | 12e | 13e | 14e | 15e |
| Eindklassement               | 100 | 70 | 40 | 30 | 25 | 20 | 15 | 10 | 9  | 8   | 7   | 6   | 5   | 4   | 3   |
| Per etappe                   | 20  | 14 | 8  | 7  | 6  | 5  | 4  | 2  |    |     |     |     |     |     |     |
| Drager leiderstrui (per dag) | 10  |    |    |    |    |    |    |    |    |     |     |     |     |     |     |

| # | Renner             | Ploeg                       | Punten |
| - | ------------------ | --------------------------- | ------ |
| 1 | Tom Van Asbroeck   | Topsport Vlaanderen-Baloise | 8      |
| 2 | Kenneth Vanbilsen  | Topsport Vlaanderen-Baloise | 7      |
| 2 | Sascha Weber       | Veranclassic-Doltcini       | 7      |
| 4 | Sam Bennett        | NetApp-Endura               | 6      |
| 4 | Pieter Jacobs      | Topsport Vlaanderen-Baloise | 6      |
| 6 | Matteo Pelucchi    | IAM Cycling                 | 5      |
| 6 | Jan Ghyselinck     | Wanty-Groupe Gobert         | 5      |
| 8 | Alo Jakin          | BigMat-Auber 93             | 4      |
| 9 | Sébastien Delfosse | Wallonie-Bruxelles          | 2      |

1955 · 1956 · 1957 · 1958 · 1959 · 1960 · 1961 · 1962 · 1963 · 1964 · 1965 · 1966 · 1967 · 1968 · 1969 · 1970 · 1971 · 1972 · 1973 · 1974 · 1975 · 1976 · 1977 · 1978 · 1979 · 1980 · 1981 · 1982 · 1983 · 1984 · 1985 · 1986 · 1987 · 1988 · 1989 · 1990 · 1991 · 1992 · 1993 · 1994 · 1995 · 1996 · 1997 · 1998 · 1999 · 2000 · 2001 · 2002 · 2003 · 2004 · 2005 · 2006 · 2007 · 2008 · 2009 · 2010 · 2011 · 2012 · 2013 · 2014 · 2015 · 2016 · 2017 · 2018 · 2019 · 2020 · 2021 · 2022 · 2023 · 2024
Etappewedstrijden

 Ster van Bessèges ·
 Ronde van de Middellandse Zee ·
 Ruta del Sol ·
 Ronde van de Algarve ·
 Ronde van de Haut-Var ·
 Driedaagse van West-Vlaanderen ·
 Internationale Wielerweek ·
 Internationaal Wegcriterium ·
 Driedaagse van De Panne-Koksijde ·
 Ronde van de Sarthe ·
 Ronde van Trentino ·
 Ronde van Turkije ·
 Vierdaagse van Duinkerke ·
 Ronde van Azerbeidzjan ·
 Szlakiem Grodów Piastowskich ·
 Ronde van Castilië en León ·
 Ronde van Picardië ·
 Ronde van Noorwegen ·
 World Ports Classic ·
 Ronde van Beieren ·
 Ronde van België ·
 Tour des Fjords ·
 Ronde van Estland ·
 Ronde van Luxemburg ·
 Boucles de la Mayenne ·
 Ster ZLM Toer ·
 Ronde van Slovenië ·
 Route du Sud ·
 Ronde van Oostenrijk ·
 Sibiu Cycling Tour ·
 Ronde van Wallonië ·
 Ronde van Portugal ·
 Ronde van Denemarken ·
 Ronde van de Ain ·
 Ronde van Burgos ·
 Arctic Race of Norway ·
 Ronde van de Limousin ·
 Ronde van Poitou-Charentes ·
 Ronde van Groot-Brittannië ·
 Ronde van Gévaudan Languedoc-Roussillon ·
 Eurométropole Tour
Eendaagse wedstrijden

 GP La Marseillaise ·
 Grote Prijs van de Etruskische Kust ·
 Trofeo Palma ·
 Trofeo Ses Salines ·
 Trofeo Serra de Tramuntana ·
 Trofeo Platja de Muro ·
 Trofeo Laigueglia ·
 Ronde van Murcia ·
 Omloop Het Nieuwsblad ·
 Classic Sud Ardèche ·
 GP Lugano ·
 Clásica de Almería ·
 Kuurne-Brussel-Kuurne ·
 La Drôme Classic ·
 Le Samyn ·
 GP Città di Camaiore ·
 Strade Bianche ·
 Roma Maxima ·
 Ronde van Drenthe ·
 Dwars door Drenthe ·
 Nokere Koerse ·
 GP Nobili Rubinetterie ·
 Handzame Classic ·
 Classic Loire-Atlantique ·
 Grote Prijs van Cholet-Pays de Loire ·
 Dwars door Vlaanderen ·
 Route Adélie de Vitré ·
 Volta Limburg Classic ·
 Grote Prijs Miguel Indurain ·
 Ronde van La Rioja ·
 Scheldeprijs ·
 GP Cerami ·
 Klasika Primavera ·
 Parijs-Camembert ·
 Brabantse Pijl ·
 GP Denain ·
 Ronde van de Finistère ·
 Tro Bro Léon ·
 Ronde van Keulen ·
 La Roue Tourangelle ·
 Rund um den Finanzplatz Eschborn-Frankfurt ·
 Ronde van de Somme ·
 ProRace Berlin ·
 Grote Prijs van Plumelec ·
 Boucles de l'Aulne ·
 Ronde van Zeeland Seaports ·
 GP Kanton Aargau ·
 Ronde van Limburg ·
 Ronde van de Apennijnen ·
 Halle-Ingooigem ·
 Prueba Villafranca de Ordizia ·
 GP Industria & Artigianato-Larciano ·
 Ronde van Toscane ·
 Circuito de Getxo ·
 Polynormande ·
 RideLondon Classic ·
 GP Stad Zottegem ·
 Arnhem-Veenendaal Classic ·
 Châteauroux Classic de l'Indre ·
 Druivenkoers Overijse ·
 Brussels Cycling Classic ·
 GP Fourmies ·
 Ronde van de Doubs ·
 GP Jef Scherens ·
 Coppa Bernocchi ·
 GP van Wallonië ·
 Coppa Agostoni ·
 Ronde van de Drie Valleien ·
 Kampioenschap van Vlaanderen ·
 Grote Prijs Impanis-Van Petegem ·
 Memorial Marco Pantani ·
 GP Industria & Commercio di Prato ·
 GP van Isbergues ·
 Omloop van het Houtland ·
 Duo Normand ·
 Milaan-Turijn ·
 Ronde van het Münsterland ·
 Ronde van de Vendée ·
 Memorial Frank Vandenbroucke ·
 Coppa Sabatini ·
 Parijs-Bourges ·
 Ronde van Emilia ·
 Parijs-Tours ·
 GP Beghelli ·
 Nationale Sluitingsprijs ·
 Chrono des Nations